# Presidentvalet i USA 2024
Presidentvalet i USA 2024 var det 60:e i ordningen för att välja USA:s president och USA:s vicepresident för mandatperioden 2025-2029. Presidentvalet ägde rum tisdag den 5 november 2024. Joe Biden var sittande president vid tidpunkten för valet. I november 2022 tillkännagav den tidigare presidenten Donald Trump att han kandiderade till presidentposten för en andra mandatperiod. I april 2023 meddelade Joe Biden att han ställde upp för omval.
Den 12 mars 2024 hade båda kandidaterna Joe Biden i Demokraterna respektive Donald Trump i Republikanerna erhållit en majoritet av delegaternas stöd i sina partiers respektive primärval, och därmed ansågs de som presumtiva kandidater för respektive parti.
Den 21 juli 2024 meddelade dock president Joe Biden att han inte kandiderar i presidentvalet 2024 och att han stöder vicepresident Kamala Harris, som presidentkandidat för Demokraterna, som blev partiets kandidat den 5 augusti 2024.
Valet hölls även samtidigt som val anordnades till kongressen. Vågmästarstater som anses vara extra viktiga inkluderar Arizona, Georgia, Michigan, Nevada, North Carolina, Pennsylvania och Wisconsin. Republikanerna förväntas återta majoriteten i senaten.  Huvudfrågor i valet är abort, invandring, global uppvärmning, demokrati, ekonomi, utbildning, utrikespolitik, sjukvård och HBT-rättigheter. Den som väljs till president vid valet 2024 förväntas att tillträda ämbetet den 20 januari 2025. Den 6 november stod det klart att Donald Trump skulle komma att bli USA:s nästa president. Samma dag erkände sig Kamala Harris besegrad.

## Bakgrund
Om Trump och Biden hade stått emot varandra, hade det varit  första gången sedan 1956 som en så kallad ”rematch”, där två huvudkandidater som redan tidigare nominerats för huvudpartierna i ett presidentval samtidigt blir nominerade igen, ägt rum. De två huvudkandidaterna skulle utmärka sig därutöver genom att båda två redan innehaft eller innehar ämbetet som president. Det skulle också bli första gången i amerikansk historia som valets huvudkandidater båda var över 75 år.
Donald Trump bekräftades som Republikanernas presidentkandidat under juli 2024, efter att ha överlevt ett mordförsök under ett kampanjmöte. Under september 2024 avvärjdes ett andra mordförsök mot Trump i Florida.
Joe Biden meddelade 21 juli 2024 att han avslutar sin omvalskampanj för att fortsätta som president för en andra mandatperiod, men han avser att slutföra sin nuvarande ämbetsperiod, som planeras att pågå fram till 20 januari 2025, där vinnaren av 2024 års presidentval förväntas att sväras in som USA:s nya president. Därmed blev Biden den första presidenten sedan Lyndon B. Johnson 1968 som enbart innehaft presidentämbetet en mandatperiod som valt att inte kandidera för en andra.
Biden ersattes som kandidat med sin vicepresident Kamala Harris, som formellt valdes till Demokraternas presidentkandidat den 5 augusti 2024. Hon är den första svarta kvinnan att bli utsedd till presidentkandidat för ett av de två stora partierna. Harris blev samtidigt den första kandidaten sedan Hubert Humphrey 1968 som inte deltagit i primärvalen.

## Debatter
I april 2022 röstade Republican National Committee enhälligt att dra sig ur Commission on Presidential Debates (CPD). I maj 2024 föreslog Biden-kampanjen att hålla två debatter utanför CPD-tidtabellen och vägrade delta i debatter hållna av CPD. Biden och Trump gick med på debatter på CNN den 27 juni och ABC News den 10 september. Debatten mellan Biden och Trump den 27 juni slutade enliga flera bedömare i en katastrof för Biden. Detta i tydlig kontrast till debatten mellan Trump och Harris den 10 september som flera bedömare fann att Harris vann. Harris-kampanjen föreslog att ytterligare en debatt skulle kunna hållas i oktober efter debatten den 10 september med Trump. Den 12 september meddelade Trump att det inte skulle bli någon tredje presidentdebatt. Den 1 oktober möttes vicepresidentkandidaterna JD Vance och Tim Walz i en TV-sänd debatt i CBS. Debatten beskrevs som civiliserad och personlig. I debatten lyfte Tim Walz bland annat upp att Finland, likt USA, har en hög andel vapeninnehavare men att de trots det har få skolskjutningar. Vance ansågs  av de flesta bedömare ha vunnit debatten, med en knapp marginal.

## Vågmästarstater

Pennsylvania anses av många bedömare vara den viktigaste vågmästarstaten i presidentvalet.

Det är inte nödvändigtvis den kandidat som får flest populärröster som vinner valet. Det är istället den kandidat som får flest elektorsröster som vinner. Alla 50 delstater har ett visst antal elektorsröster tilldelade utifrån sin folkmängd. Flest  elektorsröster har Kalifornien med sina 54 stycken. I alla delstater utom  Maine och Nebraska vinner den som får flest röster i delstaten också alla elektorsrösterna. Maine och Nebraska är i stället uppdelade i olika distrikt där den med flest röster i varje distrikt vinner det distriktets elektorsröster. I många delstater är det redan före valet självklart vem som kommer att vinna. I Kalifornien har till exempelvis Harris stabilt legat 15 procentenheter före Trump månaderna innan valet. Även om Kalifornien har flest elektorsröster är delstaten därför mindre intressant ur kandidaternas perspektiv. Istället har sju så kallade vågmästarstater pekats ut som särskilt viktiga i valet. Detta är delstater där det var mycket jämnt och både Trump och Harris ansågs inneha en chans att ta hem elektorsrösterna. Delstaterna är Arizona, Georgia, Michigan, Nevada, North Carolina, Pennsylvania och Wisconsin. Pennsylvania beskrivs av många som den absolut viktigaste av vågmästarstaterna med sina 19 elektorer. Inte minst för Harris ansågs delstaten i princip vara avgörande för att hon ska kunna vinna.

### Omräkning i vågmästarstaterna
Eftersom vågmästarstaterna är mycket jämna kan det ibland vara svårt att utse en tydlig vinnare. Detta blev särskilt tydligt i valet 2000 där George W. Bush till slut vann över Al Gore med endast 537 rösters marginal i Florida efter en lång omdaningsprocess. Varje delstat har sina regler för hur omräkningar ska gå till. I Arizona sker en automatisk omräkning om segermarginal är 0,5 procent eller mindre. Även i Georgia sker en omräkning om segermarginalen är 0,5 procent eller mindre, men detta måste begäras inom två arbetsdagar. I Michigan sker en automatisk omräkning om det skiljer mindre än 2 000 röster mellan kandidaterna. Nevada har inga regler för automatisk omräkning, däremot kan en kandidat begära omräkning. I North Carolina kan omräkning begäras av kandidaterna om segermarginalen är mindre än 0,5 procent eller mindre än 10 000 röster. Även Pennsylvania har en automatisk omräkning om segermarginalen är mindre än 0,5 procent. I Wisconsin kan omräkning begäras så länge segermarginalen är under 1 procent. I en del delstater måste dock den som begär omräkning stå för kostnaden. Trumps begäran om omräkning i Wisconsin kostade nästan 8 miljoner dollar vid presidentvalet 2020.

### Opinionsläget i vågmästarstaterna
Dagarna före valet visade Real Clear Politics sammanvägningar att Donald Trump ledde i North Carolina, Georgia, Arizona och Nevada. Trump ledde också i Pennsylvania, men med en väldigt liten marginal. Kamala Harris var däremot knappt före i Michigan och Wisconsin. Något oväntat gav en mätning den 3 november Harris ledningen även i Iowa, vilket tidigare ansetts vara en säker Trump-delstat. Mätningen visade sig vara felvisande, då Trump kom att vinna Iowa med över tretton procentenheter, den största marginalen för någon vinnande presidentkandidat i delstaten sedan 1972.
Dagarna efter valet hade de flesta stora mediebolag kallat samtliga sju vågmästarstater i Trumps favör. Trump överpresterade i vågmästardelstaterna jämfört med vad opinionsundersökningarna före valet visade.

## Viktiga frågor i valet

### Abort

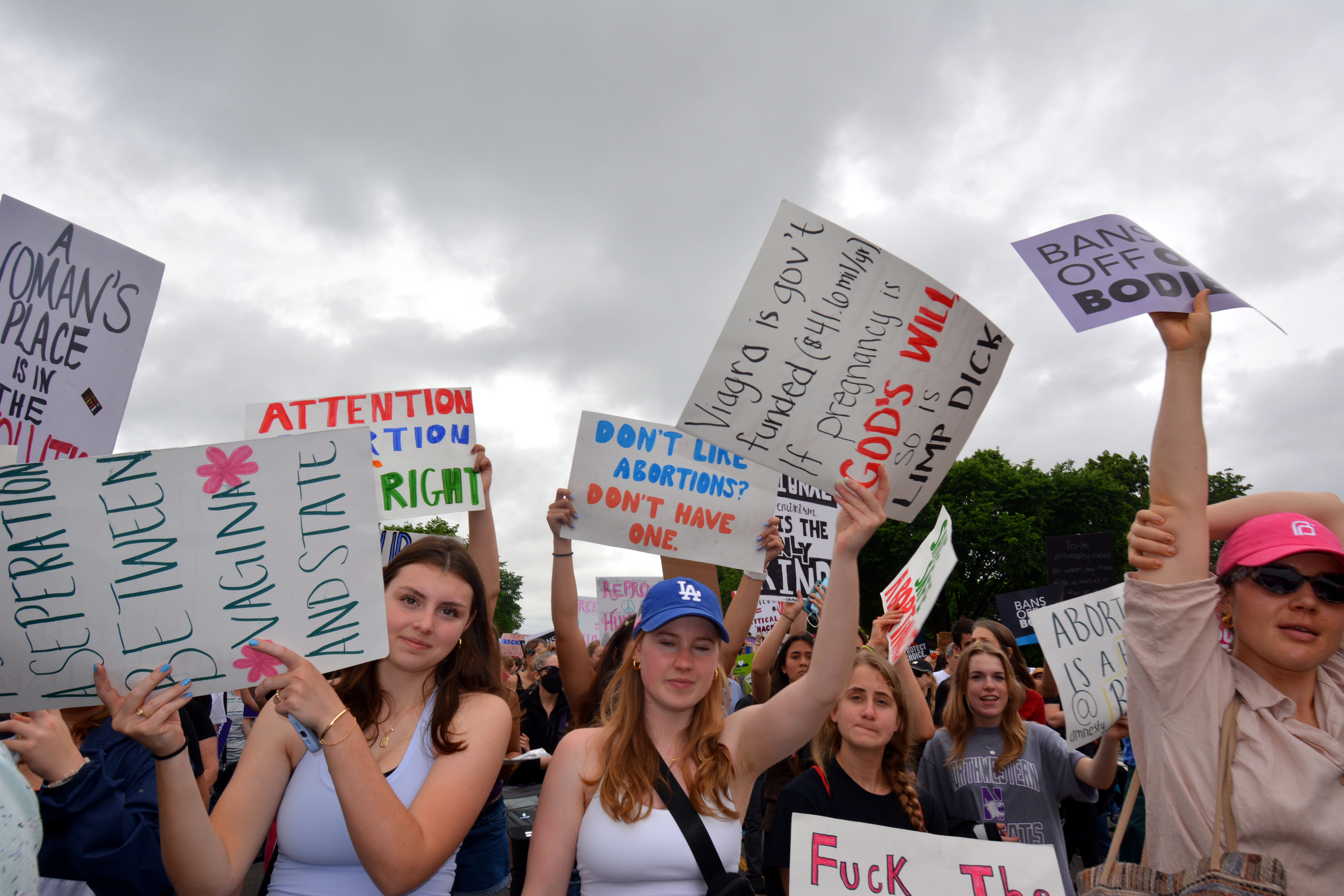
Protester i Washington DC den 14 maj 2022 i samband med att ett utkast till domsförslag avseende Roe v. Wades upphävande läckte från Högsta domstolen.

Tillgång till abort var en av huvudfrågorna under kampanjen. Detta särskilt eftersom  2024 års presidentval är det första presidentvalet sedan Högsta domstolen upphävde Roe v. Wade och lämnade abortlagstiftningen till delstaterna. De tre domare som utsetts av Trump – Amy Coney Barrett, Brett Kavanaugh och Neil Gorsuch – röstade alla för att upphäva den federala rätten till abort i Dobbs v. Jackson Women's Health Organization. I april 2023 hade också de flesta republikanskt kontrollerade delstaterna infört olika begränsningar i rätten till abort. Flera delstater kommer att ha folkomröstningar i abortfrågan samtidigt som presidentvalet. Detta kan enligt en del bedömare komma att gynna Harris i valet. Harris har visat sitt stöd för att anta lagstiftning som skulle återställa den federala aborträtten Hon har också hävdat att Trump skulle implementera Project 2025-förslag om att begränsa abort och preventivmedel i hela USA. Trump har däremot själv sagt att han kommer att lämna frågan om abort åt delstaterna att avgöra. Trump har också påstått att demokrater stödjer aborter efter födseln och att de vill "avrätta"  barn. Riktigheten av detta påståendet är dock synnerligen starkt ifrågasatt

### Demokratin

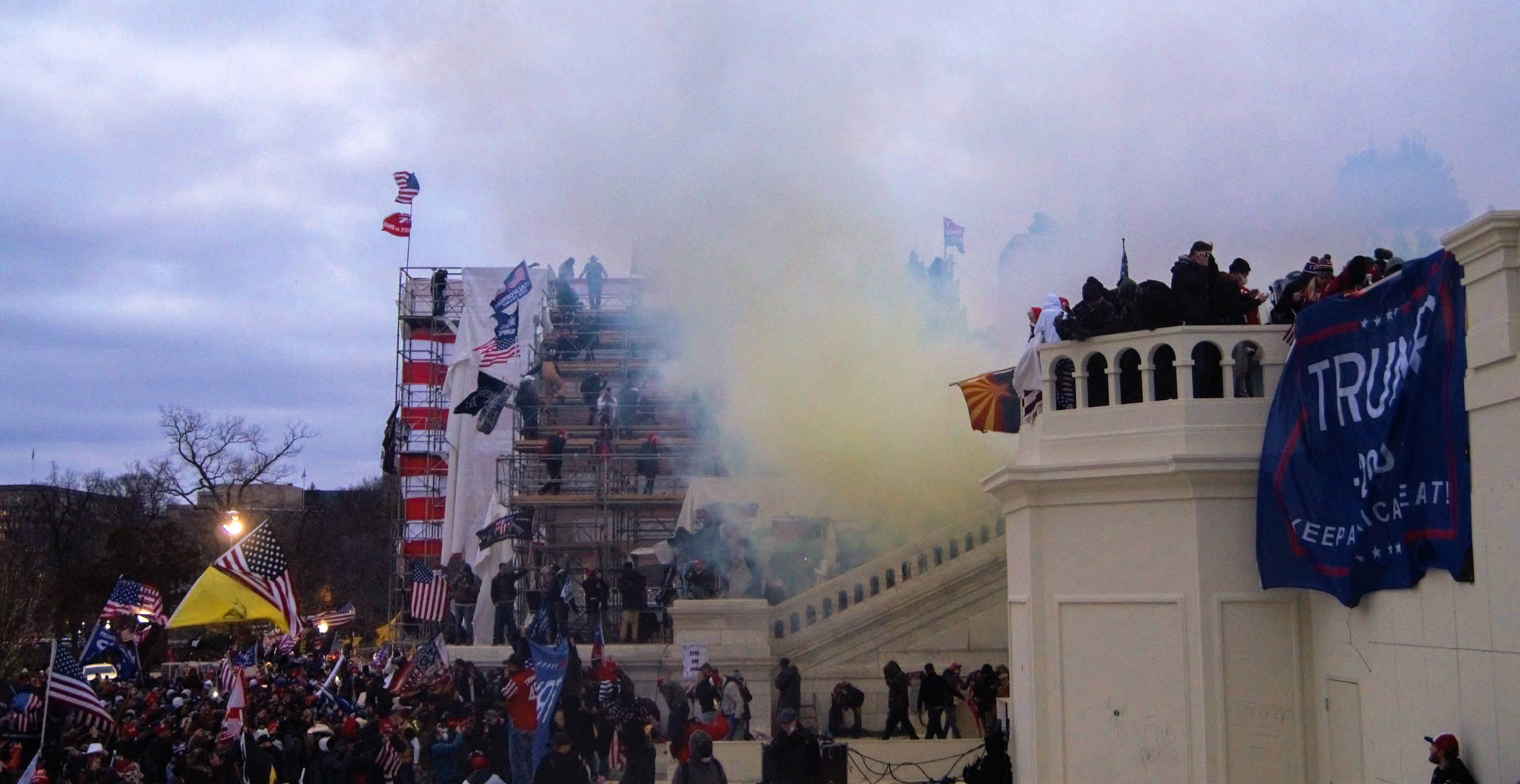
Tårgas sätts in i samband med att Trump anhängare stormar Kapitolium den 6 januari 2021.

Bidenkampanjen ägnade inledningsvis en stor del av sin valkampanjen åt att utmåla Trump som ett hot mot demokratin. Biden fokuserade framförallt på Trumps inblandning i Stormningen av Kapitolium 2021. Trump väckte stor uppmärksamhet när han i kampanjens slutskedde kallade stormningen av Kapitolium för en kärlekens dag (a day of love). Harris och vicepresidentkandidaten Tim Walz  valde att inledningsvis istället fokusera på att Trump och hans vicepresidentkandidat JD Vance var ”konstiga”. Mot slutet av kampanjen gick dock Harris mer och mer tillbaka till att fokusera på Trump som ett hot mot demokratin. Detta särskilt efter att Trumps tidigare stabschef John Kelly i en intervju uppgett att Trump enligt hans åsikt uppfyllde definitionen av en fascist. I intervjun förklarade Kelly också att Trump skulle styra som en diktator. Efter intervjun sa Harris, som svar på en direkt fråga, att hon också ansåg att Trump var en fascist. Trump svarade på anklagelserna genom att säga att Harris kallar alla som inte stödjer henne för nazister. I valets slutskede uppmanade Europas Gröna partier den gröna presidentkandidaten Jill Stein att dra sig ur valet. Detta eftersom de menar att Harris är den enda kandidat som kan stoppa Trump och hans antidemokratiska och auktoritära politik från att nå Vita huset.

### Ekonomin
Trump har under sin kampanj fokuserat på att den höga inflationen efter pandemin är Bidens fel. Han har även lovat att om han blir president så kommer inflationen helt att försvinna. Trump har också gjort flera uppmärksammade utspel kopplade till skatter där han bland annat lovat att ta bort inkomstskatten för dricks och övertidsarbete. Trump har även lovat att införa höga tullar på flera varor i syfte att skydda amerikanska jobb. Även Harris har lovat att arbeta för att minska effekterna av den höga inflationen, speciellt på matpriserna. Hon har också lovat skattesänkningar för vanligt folk. Hon har samtidigt sagt sig vilja höja bland annat bolagsskatten till 28 procent. Detta i syfte att finansiera sina satsningar. Både Trump och Harris har fått kritik för att deras vallöften enligt experters beräkningar bedöms kommer leda till ett ännu större budgetunderskott och en ökande statsskuld.

### HBTQI-rättigheter
Frågor kopplade till transpersoner blev en av de viktigaste HBTQI frågorna i valet. Trump har sagt att han vill straffa läkare som gett könsbekräftande behandling till barn. Han har även sagt att det borde bli konsekvenser för lärare som diskuterar transfrågor med barn. Harris har en lång historik av att förespråka HBTQI-rättigheter. Hon har dock fått viss kritik för att hon nekade fångar könsbekräftande vård när hon var Kaliforniens justitieminister (Attorney general). Hon har dock försvarat sig med att hon bara följde de regler som fanns.

### Invandring

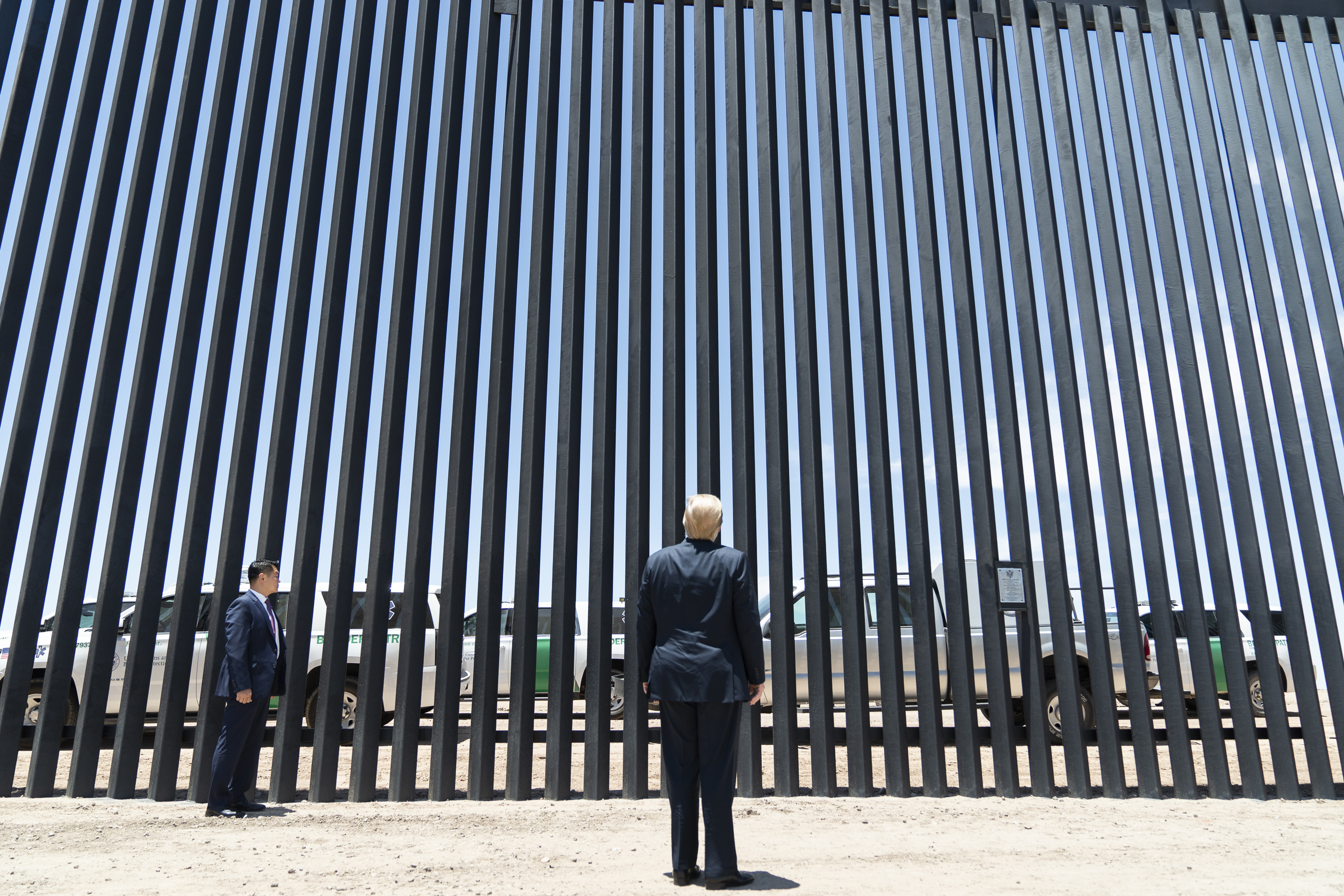
Trump vid muren i Arizona. En viktig del av hans vallöfte om att säkra gränsen är att bygga klart muren mot Mexiko.

Invandring och en säker gräns är bland de främsta frågorna i valet enligt väljarna. Undersökningar har visat att de flesta amerikaner vill minska invandringen. Harris har sagt att hon tror att immigrationssystemet är "trasigt" och måste fixas, och hon har uppgett att de flesta amerikaner tror på detta. Hon har också lovat att kämpa för att skydda gränsen och för att skapa en väg till medborgarskap. Trump har uttalat att om han blev vald skulle han bland annat öka utvisningarna och skicka den amerikanska militären till gränsen. Trump har också sagt att hans avsikt är med hjälp av militären deportera 11 miljoner människor.

### Klimatet
Harris har sagt att hon kommer att behålla Bidens klimatmål om att nå nettonoll utsläpp till 2050. Hon förespråkare även tidigt den så kallade Green New Deal vilken är en stor klimatpolitisk satsning som två demokratiska kongressledamöter tagit fram. I ett försök att röra sig mer mot mitten har Harris dock i kampanjens slutskede tagit en delvis annan hållning och bland annat förespråkat ökad oljeutvinning. Trump har däremot kallat klimatförändringarna en bluff och har sagt att Harris vill förbjuda bensinbilar, något som Harris starkt tillbakavisat. Trump har starkt förespråkat att USA ska utvinna mer olja och gas inom landet. Han har under kampanjen bland annat använt det populära uttrycket ”drill, baby, drill” för att tydliggöra var han står, det vill säga borra efter mer olja! Harris har i sin kampanj ett klart större fokus på förnybar energi än vad Trump har. Trump var tidigare väldigt kritisk mot elbilar. Efter att Elon Musk blivit en av hans viktigare finansiärer i valet har han dock mildrat sin kritik något.

### Sjukvård
Enligt en opinionsmätning från Gallup anser 79 procent av amerikanerna att tillgången till sjukvård är en mycket eller extremt viktig fråga. De flesta väljarna föredrog i samma mätning Harris sjukvårdspolitik. Både Trump och Harris har lovat att skydda Medicare vilket är en statligt sjukförsäkring för pensionärer. Harris har även lovat att utveckla det som brukar kallas Obamacare. Trump har istället sagt att han vill ersätta Obamacare med något nytt och bättre. Harris har lovat arbeta för att sänka medicinkostnaderna för bland annat insulin så att det inte ska kosta mer än 35 dollar i månaden. Trump har enligt Robert F. Kennedy Jr. även lovat att arbeta för att dricksvattnet inte längre ska innehålla tillsatser av flour. En fråga som är särskilt viktig honom.

### Utbildning
Trump har lovat att stänga ner det federala utbildningsdepartementet. Detta eftersom han menar att det  infiltrerats av marxister. Trump har också sagt att om han blir president kommer inga skolor som har krav på vaccin eller munskydd att få några pengar från den federala staten. Trump har också lovat att han ska arbeta för att universiteten ska försvara amerikanska traditioner och den västerländska civilisationen och att de ska rensas på olika mångfaldsprogram. Som en del av detta har Trump också sagt att han kommer att minska federala anslag för program som inkluderar kritisk rasteori och genusvetenskap. Trump har även sagt att han kommer att tillåta att offentliga medel används för privat religiös undervisning. Detta som en del i ett system med fria skolval där där eleven själv ska få välja skola och ta med sig sin skolpeng dit. Detta är något som Harris och Walz motsatt sig tidigare. Harris har under kampanjen kritiserat republikaner för att ha rensat ut böcker ur skolbilioteketen som berör HBTQI-frågor. Hon har även förespråkat högre lärarlöener.

### Utrikespolitik
Trump har länge varit väldigt kritisk mot Nato. Bedömare tror dock inte att han faktiskt kommer lämna försvarsalliansen. Han har dock under kampanjen varit tydlig med att europeiska länder måste ta ett större ansvar för sitt eget försvar och öka sina försvarsutgifter. Han har också hotat med att länder som inte satsar Natos överenskomna 2 procent av BNP på sin försvarsbudget inte kan räkna med att få USA skydd. Både Biden och sedan Harris har istället profilerat sig i frågan om Europas försvar och att USA har en viktig roll att spela för att hjälpa Ukraina i deras krig mot Ryssland.
Trump har hävdat att Israel kommer gå under om Harris vinner valet. Harris har däremot själv sagt att hon stödjer Israel. En del amerikaner med arabisk bakgrund har sagt att de kommer stödja Trump då de känner sig svikna av Harris stöd till Israel. Samtidigt har även Trump varit tydlig i sitt stöd till Israel.

## Förtidsröstning

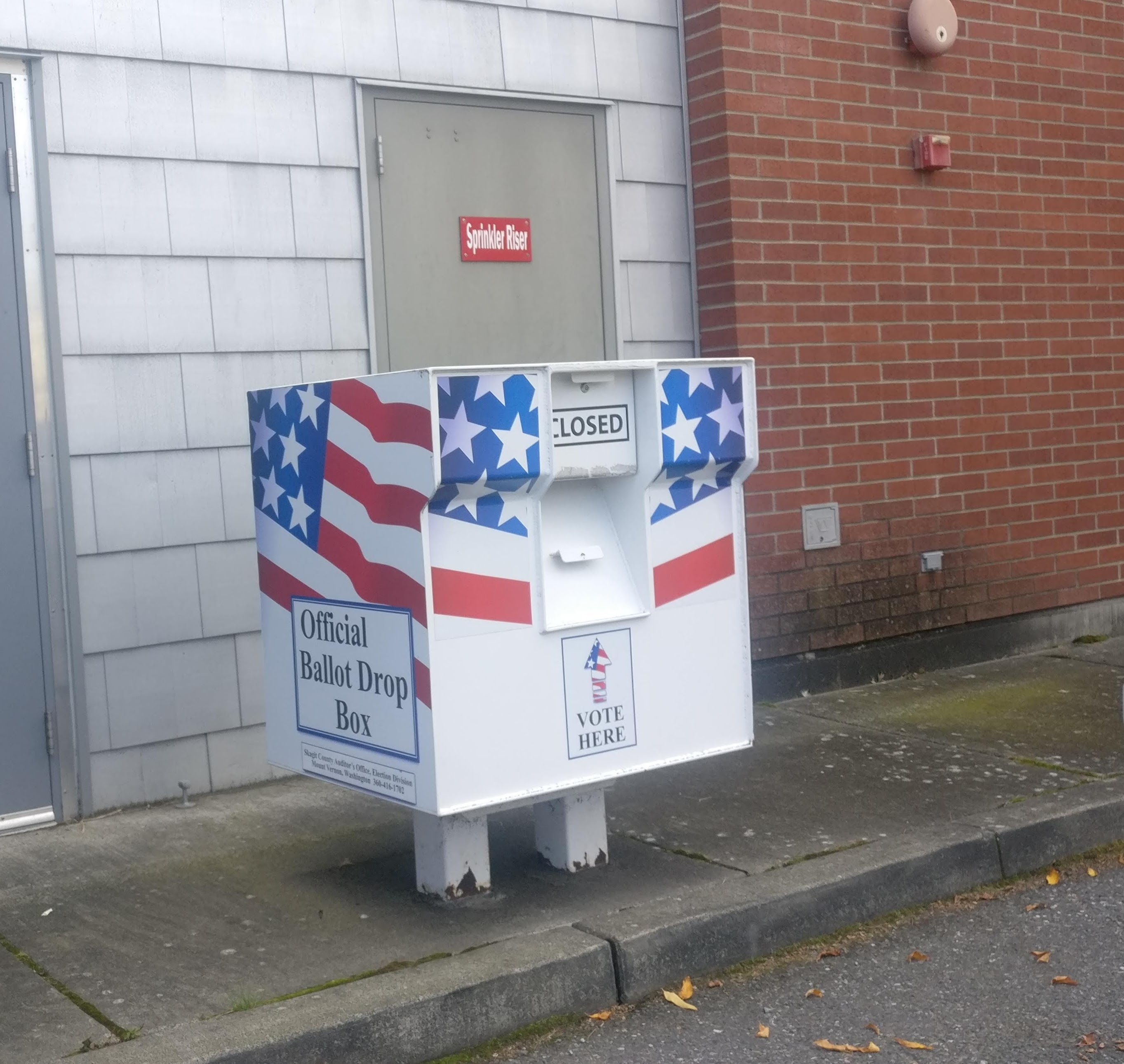
En av flera förtidsröstlådor, där väljarna kan lämna sina röster.

Mer än 78 miljoner amerikaner har förtidsröstat i valet. Av dessa har cirka 42 miljoner förtidsrösat personligen medan cirka 35 miljoner har poströstat. En stor skillnad mot tidigare val är att nästan lika många registrerade republikaner som demokrater har förtidsröstat. Tidigare val har det varit en tydlig övervikt av demokratiskt registrerade väljare vid förtidsröstningen. I de sex delstater som har könsuppdelad data framgår att kvinnor är mer benägna än män att förtidsrösta. Valet 2020 slog förtidsrösterna rekord till följd av pandemin och över 100 miljoner amerikaner förtidsröstade då. Valen 2012 och 2016 var siffrorna 46 miljoner respektive 50 miljoner.

## Tillgången till röstsedlar
Det är inte alla kandidaterna i valet som finns med på valsedlarna i respektive delstat. Detta beror på att varje delstat har sina egna regler för vilka som får stå med på valsedlarna i just den delstaten. I en del fall går det dock att skriva in namnet på den kandidat som man vill rösta på om dennes namn inte finns med på valsedeln. Både Trump och Harris namn återfinns på valsedlarna i alla USA:s 50 delstater samt i Washington, D.C. Chase Olivers namn kommer att finnas på valsedlarna i 47 av delstaterna, dock inte i Illinois, New York, and Tennessee eller Washington, D.C. Där kommer det dock istället gå att skriva in hans namn själv. Jill Steins namn återfinns på valsedlarna i 38 delstater och hennes namn kommer att gå att skriva in i ytterligare 4 delstater. Robert F. Kennedy Jr. namn återfinns på valsedlarna i 31 delstater.

## Våldsamheter kopplade till valet
Donald Trump har under sin presidentvalskampanj blivit utsatt för två mordförsök. Både Harris och Trump har under kampanjen anklagat varandra för att ha en hård retorik som skapar en våldsam och farlig stämning. Det är dock inte bara risken för våld mot kandidaterna som varit en central del av valet. Toleransen för våld har också ökat ibland väljarna. Våren 2021 uppgav 15 procent i en enkät med tankesmedjan Brookings och institutet PRRI att ”tillståndet i landet är så illa att sanna patrioter må ta till våld för att rädda det”. Detta hade  två år senare ökat till 23 procent.Nästan hälften av republikanerna tror också att Biden stal valet från Trump 2020.  Flera valarbetare har rapporterat att de utsatts för hot, vilket krävs mycket arbete kring hur valet ska kunna genomföras säkert. FBI hade i valets slutskede mottagit över 2000 anmälningar om hot mot valarbetare från och med april och det fanns minst 100 inledda utredningar kopplade till hoten. Det har även förekommit incidenter av fysiskt våld riktat mot valförrättare. Det har också förekommit att väljare utsatts för hot om våld utanför vallokalen. I en del distrikt har valarbetare därför utrustats med så kallade panikknappar som de kan trycka på om en farlig situation uppstår. Valarbetare har även tränats i hur de kan deskalera farliga situationer. I valets slutskede har även ett par incidenter rapporterats där förtidsröster eldats upp. Attackerna har lett till att hundratals förtidsröster skadats eller förstörts.

## Förutsägelser om resultatet
Inför det amerikanska presidentvalet gör flera bedömare förutsägelser kring hur valresultatet kommer bli. Dessa är baserade på en rad olika faktorer. De flesta bedömare använder sedan en skala för att beskriva sannolikheten för en viss utgång i en specifik delstat. Skalan består av nedanstående kategorier.
- Lika (tossup), ingen har fördel
- Svag (tilt), ena sidan har en svag fördel 
- Lutar (lean), ena sidan har en viss fördel 
-Sannolikt (likely), ena sidan har ett tydligt övertag
-Säker (safe/solid), ena sidan är i princip garanterad att vinna. 
Nedan följer en lista på några av de mer osäkra delstaterna och hur ett urval av olika olika institut har bedömt dem. "ER" Står för antal elektorsröster i delstaten. "R" står för Republikanska partiet och "D" står för Demokratiska partiet.
| State          | ER          | Resultat 2020 | Marginal 2020 | IE Nov 3                | Cook Nov 4              | Sabato Nov 4    | DDHQ Nov 4              | 538 Nov 5               | Economist Nov 5         |
| -------------- | ----------- | ------------- | ------------- | ----------------------- | ----------------------- | --------------- | ----------------------- | ----------------------- | ----------------------- |
| Alaska         | 3           | 52,8% R       | 10,06%        | Säker R                 | Solid R                 | Säker R         | Solid R                 | Sannolikt R             | Säker R                 |
| Arizona        | 11          | 49,4% D       | 0,31%         | Lika                    | Lika                    | Lutar R         | Lika                    | Lutar R                 | Lutar R                 |
| Colorado       | 10          | 55,4% D       | 13,50%        | Säker D                 | Solid D                 | Säker D         | Sannolik D              | Solid D                 | Säker D                 |
| Florida        | 30          | 51,2% R       | 3,36%         | Lutar R                 | Sannolik R              | Sannolik R      | Sannolik R              | Sannolik R              | Sannolik R              |
| Georgia        | 16          | 49,5% D       | 0,24%         | Lika                    | Lika                    | Lutar R         | Lika                    | Lika                    | Lika                    |
| Iowa           | 6           | 53,1% R       | 8,20%         | Tilt R                  | Sannolik R              | Lutar R         | Lutar R                 | Lutar R                 | Lutar R                 |
| Kansas         | 6           | 56,14% R      | 14,63%        | Solid R                 | Solid R                 | Säker R         | Solid R                 | Solid R                 | Säker R                 |
| Maine          | 2           | 53,1% D       | 9,07%         | Sannolik D              | Sannolik D              | Sannolik D      | Säker D                 | Sannolik D              | Sannolik D              |
| ME–02          | 1           | 52,3% R       | 7,44%         | Lutar R                 | Sannolik R              | Sannolik R      | Sannolik R              | Sannolik R              | Sannolik R              |
| Michigan       | 15          | 50,6% D       | 2,78%         | Lika                    | Lika                    | Lutar D         | Lika                    | Lutar D                 | Lutar D                 |
| Minnesota      | 10          | 52,4% D       | 7,11%         | Lutar D                 | Sannolik D              | Sannolik D      | Lutar D                 | Sannolik D              | Sannolik D              |
| NE–01          | 1           | 54,3% R       | 11,00%        | Solid R                 | Solid R                 | Sannolik R      | Solid R                 | Solid R                 | Säker R                 |
| NE–02          | 1           | 52,0% D       | 6,50%         | Lutar D                 | Sannolik D              | Sannolik D      | Sannolik D              | Sannolik D              | Sannolik D              |
| Nevada         | 6           | 50,1% D       | 2,39%         | Lika                    | Lika                    | Lutar D         | Lika                    | Lika                    | Lika                    |
| New Hampshire  | 4           | 52,7% D       | 7,35%         | Lutar D                 | Sannolik D              | Sannolik D      | Lutar D                 | Sannolik D              | Sannolik D              |
| New Mexico     | 5           | 54,3% D       | 10,79%        | Solid D                 | Sannolik D              | Sannolik D      | Sannolik D              | Sannolik D              | Sannolik D              |
| North Carolina | 16          | 49,9% R       | 1,35%         | Lika                    | Lika                    | Lutar R         | Lika                    | Lika                    | Lika                    |
| Ohio           | 17          | 53,3% R       | 8,03%         | Sannolik R              | Solid R                 | Säker R         | Sannolik R              | Sannolik R              | Säker R                 |
| Pennsylvania   | 19          | 50,0% D       | 1,16%         | Lika                    | Lika                    | Lutar D         | Tossup                  | Lika                    | Lika                    |
| Texas          | 40          | 52,1% R       | 5,58%         | Sannolik R              | Sannolik R              | Sannolik R      | Sannolik R              | Sannolik R              | Sannolik R              |
| Virginia       | 13          | 54,1% D       | 10,11%        | Sannolik D              | Sannolik D              | Sannolik D      | Sannolik D              | Sannolik D              | Sannolik D              |
| Wisconsin      | 10          | 49,5% D       | 0,63%         | Lika                    | Lika                    | Lutar D         | Lika                    | Lika                    | Lika                    |
| Sammantaget    | Sammantaget | Sammantaget   | Sammantaget   | D – 226 R – 219 93 lika | D – 226 R – 219 93 lika | D – 276 R – 262 | D – 226 R – 219 93 lika | D – 241 R – 230 67 lika | D – 241 R – 230 67 lika |

## Resultatet
Den 6 november 2024 utropade Donald Trump sig själv som segrare i valet. Bland annat Fox News CNN och AP-news bedömde också att Trump skulle komma att vinna valet. Dessa bedömningar gjordes efter att Trump förväntades vinna tillbaka Wisconsin, Georgia och Pennsylvania jämfört med 2020. Trump förklarades som USA:s tillträdande president (president-elect) och förväntas bli USA:s 47:e president. Flera ledare över till världen gratulerade Trump till segern den 6 november.
Trumps seger innebär att:
- det är andra gången i amerikansk historia en tidigare president vinner en andra mandatperiod, osammanhängande från den första, sedan Grover Cleveland, som både var USA:s 22:a och 24:e president med ämbetsperioderna 1885–1889 och 1893–1897. Trump kommer därmed att  räknas som både USA:s 45:e och 47:e president.[118]
- Trump kommer att bli den äldsta tillträdande presidenten någonsin när han beräknas sväras in 20 januari 2025, med en ålder av 78 år och 220 dagar.
- Trump är den första personen dömd för ett grovt brott som blir vald till president.[119]
- Trump blir den första republikanen sedan George W. Bush 2004, och enbart den andra från partiet sedan George H. W. Bush 1988, som vinner populärrösterna från folket (the popular vote). Det är den första gången av hans tre kandidaturer till att president som han vinner dem.[120]
- Av Trumps tre försök att bli president blir detta det mest framgångsrika, där han vann 312 projicerade elektorsröster mot Harris 226 projicerade elektorsröster. 2016 landade Trump på 306 elektorsröster och 2020 232 elektorsröster.

Kamala Harris erkände sig besegrad den 6 november i ett tal till sina anhängare och ett telefonsamtal till Donald Trump.
I över 90 procent av USA:s distrikt ökade Trump sin röstandel mellan valen år 2020 och 2024, vilket omfattar både landsbygds- och stadsområden.  Trump gjorde också betydande framryckanden bland latinamerikanska väljare, framför allt i södra Florida och Rio Grande Valley. Även om det hade förekommit betydande spekulationer före valet att Trump skulle öka kraftigt ibland svarta väljare, särskilt svarta män, men uppgifter från vallokalsundersökningarna visade endast en marginell ökning av ökad stöd ibland svarta väljare för Trump (från 12 till 13 procent). Bland svarta kvinnor var Trumps stöd enbart 7 procent jämfört med 9 procent 2020. Demokrater presterade överlag bättre i kongress- senatorsvalen, där de republikanska segermarginalerna var smala i bland annat senatsvalen i Arizona, Michigan, Nevada och Wisconsin.
Trump är den republikanska presidentkandidat som fått flest röster någonsin, med över 77 miljoner röster. Harris fick, trots förlusten, näst flest röster bland demokratiska presidentkandidater genom historien med strax över 75 miljoner röster. Valdeltagandet landande på drygt 64 procent av de röstberättigade, vilket var det näst högsta för ett presidentval på 2000-talet. 

## Hur olika väljargrupper röstade
Resultatet presenteras i siffror om procent.
| Demografisk grupp                                          | Trump    | Harris   | Andel av de totala rösterna |
| Ideologi                                                   | Ideologi | Ideologi | Ideologi                    |
| ---------------------------------------------------------- | -------- | -------- | --------------------------- |
| Liberal                                                    | 7        | 91       | 23                          |
| Mitten                                                     | 40       | 57       | 42                          |
| Konservativ                                                | 90       | 9        | 34                          |
| Parti                                                      |          |          |                             |
| Demokrat                                                   | 4        | 95       | 31                          |
| Republikan                                                 | 94       | 5        | 35                          |
| Oberoende                                                  | 46       | 49       | 34                          |
| Kön                                                        |          |          |                             |
| Man                                                        | 55       | 42       | 47                          |
| Kvinna                                                     | 45       | 53       | 53                          |
| Relationsstatus                                            |          |          |                             |
| Gift                                                       | 56       | 43       | 54                          |
| Ogift                                                      | 42       | 54       | 46                          |
| Kön och relationsstatus                                    |          |          |                             |
| Gift man                                                   | 60       | 38       | 28                          |
| Gift kvinna                                                | 51       | 48       | 26                          |
| Ogift man                                                  | 49       | 47       | 20                          |
| Ogift kvinna                                               | 38       | 59       | 27                          |
| Etnicitet                                                  |          |          |                             |
| Vit                                                        | 57       | 41       | 71                          |
| Svart                                                      | 13       | 85       | 11                          |
| Latino                                                     | 46       | 52       | 12                          |
| Asiat                                                      | 39       | 54       | 3                           |
| Amerikansk ursprungsbefolkning                             | 65       | 34       | 1                           |
| Övrigt                                                     | 52       | 43       | 2                           |
| Etnicitet och kön                                          |          |          |                             |
| Vita män                                                   | 60       | 37       | 34                          |
| Vita kvinnor                                               | 53       | 45       | 37                          |
| Svarta män                                                 | 21       | 77       | 5                           |
| Svarta kvinnor                                             | 7        | 91       | 7                           |
| Latino män                                                 | 55       | 43       | 6                           |
| Latino kvinnor                                             | 38       | 60       | 6                           |
| Övrigt                                                     | 46       | 48       | 6                           |
| Religion                                                   |          |          |                             |
| Protestant och övriga kristna                              | 63       | 36       | 42                          |
| Katoliker                                                  | 58       | 40       | 22                          |
| Judar                                                      | 22       | 78       | 2                           |
| Övriga religioner                                          | 34       | 59       | 10                          |
| Saknar religiös koppling                                   | 26       | 71       | 24                          |
| Ålder                                                      |          |          |                             |
| 18-24 år                                                   | 42       | 54       | 9                           |
| 25-29 år                                                   | 45       | 53       | 6                           |
| 30-39 år                                                   | 46       | 50       | 16                          |
| 40-49 år                                                   | 50       | 48       | 16                          |
| 50-64 år                                                   | 56       | 43       | 27                          |
| 65 och äldre                                               | 49       | 49       | 28                          |
| Första gångs väljare                                       |          |          |                             |
| Ja                                                         | 56       | 43       | 8                           |
| Nej                                                        | 50       | 48       | 92                          |
| Utbildning                                                 |          |          |                             |
| Gymnasieutbildning                                         | 63       | 35       | 15                          |
| En del högskoleutbildning                                  | 51       | 47       | 26                          |
| Högskoleexamen                                             | 56       | 41       | 16                          |
| Kandidatexamen                                             | 45       | 53       | 24                          |
| Forskarutbildning                                          | 38       | 59       | 19                          |
| Inkomst                                                    |          |          |                             |
| Under $30,000                                              | 46       | 50       | 12                          |
| $30,000–49,999                                             | 53       | 45       | 16                          |
| $50,000–99,999                                             | 51       | 46       | 32                          |
| $100,000–199,999                                           | 47       | 51       | 28                          |
| Över $200 000                                              | 45       | 51       | 13                          |
| Militär tjänstgöring                                       |          |          |                             |
| Har tjänstgjort inom militären                             | 65       | 34       | 12                          |
| Har inte tjänstgjort inom militären                        | 48       | 50       | 88                          |
| Area type                                                  |          |          |                             |
| Urban                                                      | 38       | 59       | 29                          |
| Suburban                                                   | 51       | 47       | 51                          |
| Landsbygd                                                  | 64       | 34       | 19                          |
| Den viktigaste egenskapen hos kandidaten var               |          |          |                             |
| Förmågan att leda                                          | 66       | 30       | 30                          |
| Förmågan att förändra                                      | 74       | 24       | 28                          |
| Har gott omdöme                                            | 16       | 82       | 20                          |
| Bryr sig om människor som jag                              | 25       | 73       | 18                          |
| Viktigaste valfrågan                                       |          |          |                             |
| Demokrati                                                  | 18       | 80       | 34                          |
| Ekonomi                                                    | 80       | 19       | 32                          |
| Abort                                                      | 25       | 74       | 14                          |
| Invandring                                                 | 90       | 9        | 11                          |
| Utrikespolitik                                             | 57       | 37       | 4                           |
| Inställning till hotet mot demokratin i USA                |          |          |                             |
| Demokratin i USA är under allvarligt hot                   | 51       | 47       | 38                          |
| Demokratin i USA är delvis hotad                           | 50       | 49       | 35                          |
| Demokratin i USA är delvis säker                           | 48       | 50       | 17                          |
| Demokratin i USA är väldigt säker                          | 54       | 45       | 8                           |
| Hur säker är du att valet genomförs rättvist?              |          |          |                             |
| Väldigt säker                                              | 14       | 84       | 35                          |
| Delvis säker                                               | 58       | 39       | 33                          |
| Inte särskilt säker                                        | 82       | 16       | 21                          |
| Väldigt osäker                                             | 79       | 19       | 10                          |
| Är du orolig för våldsamheter efter valet?                 |          |          |                             |
| Ja                                                         | 42       | 56       | 70                          |
| Nej                                                        | 69       | 29       | 28                          |
| Hur är USA:s ekonomi?                                      |          |          |                             |
| Dålig                                                      | 87       | 10       | 33                          |
| Inte så bra                                                | 54       | 44       | 35                          |
| Bra                                                        | 8        | 91       | 27                          |
| Utmärkt                                                    | 10       | 89       | 5                           |
| Hur är din familjs ekonomiska situation?                   |          |          |                             |
| Sämre än för fyra år sedan                                 | 81       | 17       | 46                          |
| Ungefär den samma                                          | 28       | 69       | 30                          |
| Bättre än för fyra år sedan                                | 14       | 82       | 24                          |
| Hur bör abortlagstiftningen se ut?                         |          |          |                             |
| Abort ska alltid vara lagligt                              | 10       | 87       | 32                          |
| Abort ska oftast vara lagligt                              | 49       | 49       | 33                          |
| Abort ska oftast vara olagligt                             | 92       | 7        | 26                          |
| Abort ska alltid vara olagligt                             | 88       | 11       | 6                           |
| De flesta invandrarna som befinner sig i USA illegalt bör? |          |          |                             |
| Ges en möjlighet att stanna legalt                         | 22       | 75       | 56                          |
| Utvisas                                                    | 87       | 11       | 40                          |
| USA:s stöd till Israel är?                                 |          |          |                             |
| För starkt                                                 | 30       | 67       | 31                          |
| Lagom                                                      | 39       | 59       | 31                          |
| För svagt                                                  | 82       | 17       | 30                          |

## Reaktioner efter valet
Efter valet följde både analyser och reaktioner från både den amerikanska befolkningen och professionella tyckare. 

### Oro hos HBTQ+ personer
Användandet av kristjänster för stöd till HBTQ+-personer ökade kraftigt under valveckan. Trevor-projektets krislinjer såg en ökning med 125 procent sedan runt midnatt på valnatten enligt ett uttalande av VD Jaymes Black den 6 november. Den 8 november rapporterades det att organisationen hade en total ökning med 700 procent. The Crisis Text Line rapporterade också att 56 procent av deras användare rapporterade som HBTQ+ på valdagen.

### Kommentarer från ledande demokrater

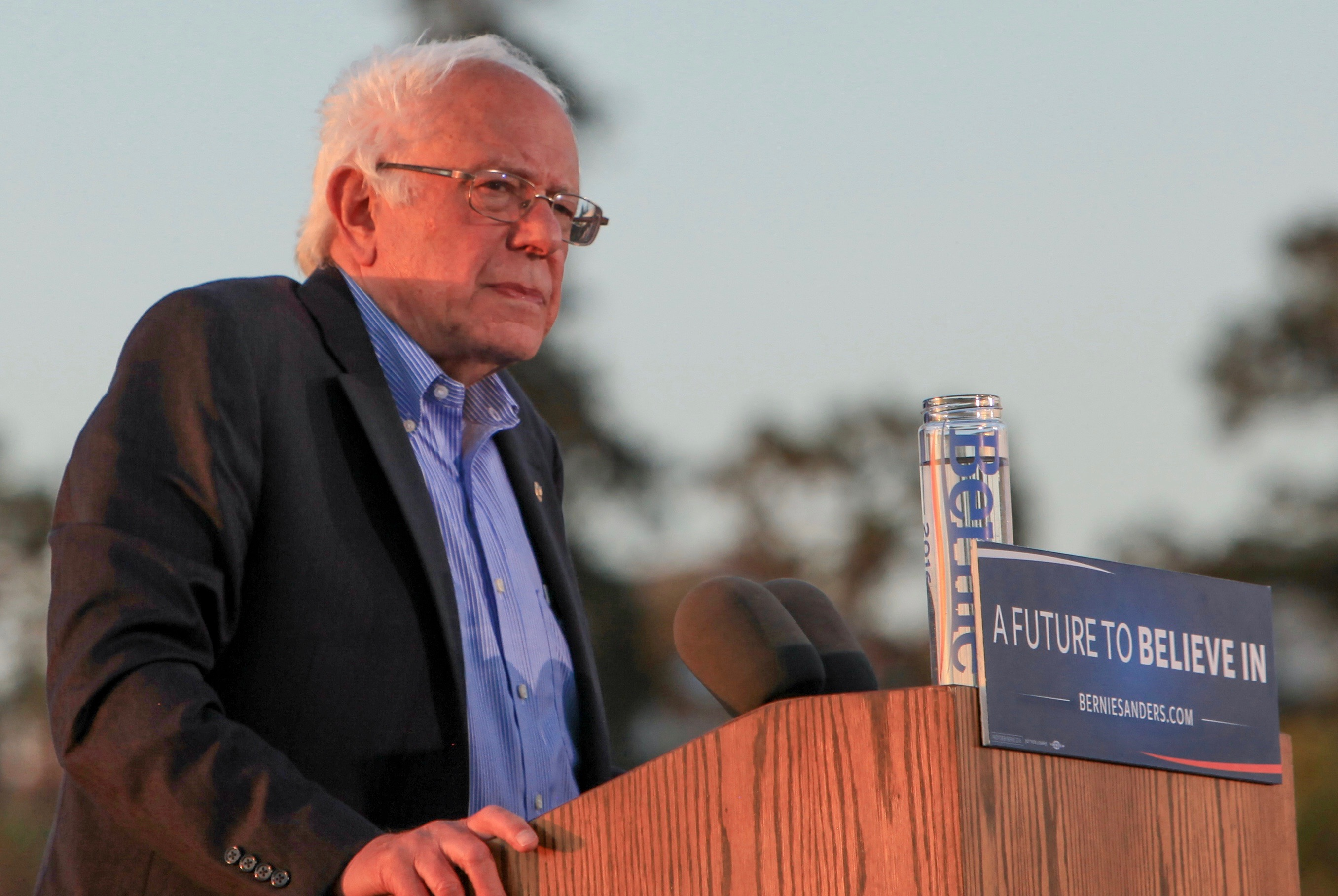
Bernie Sanders.

### Mediaanalyser av resultatet

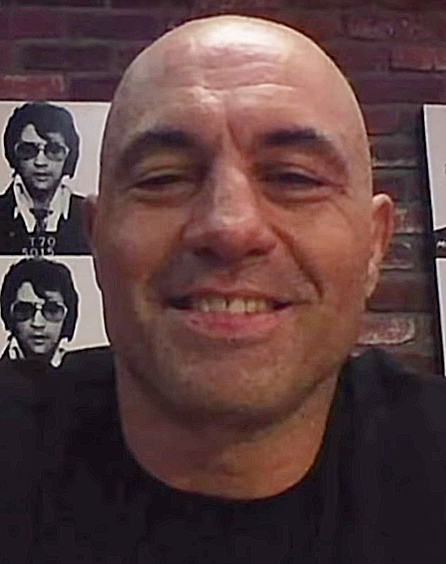
Joe Rogan.

## Bilder på kandidaterna

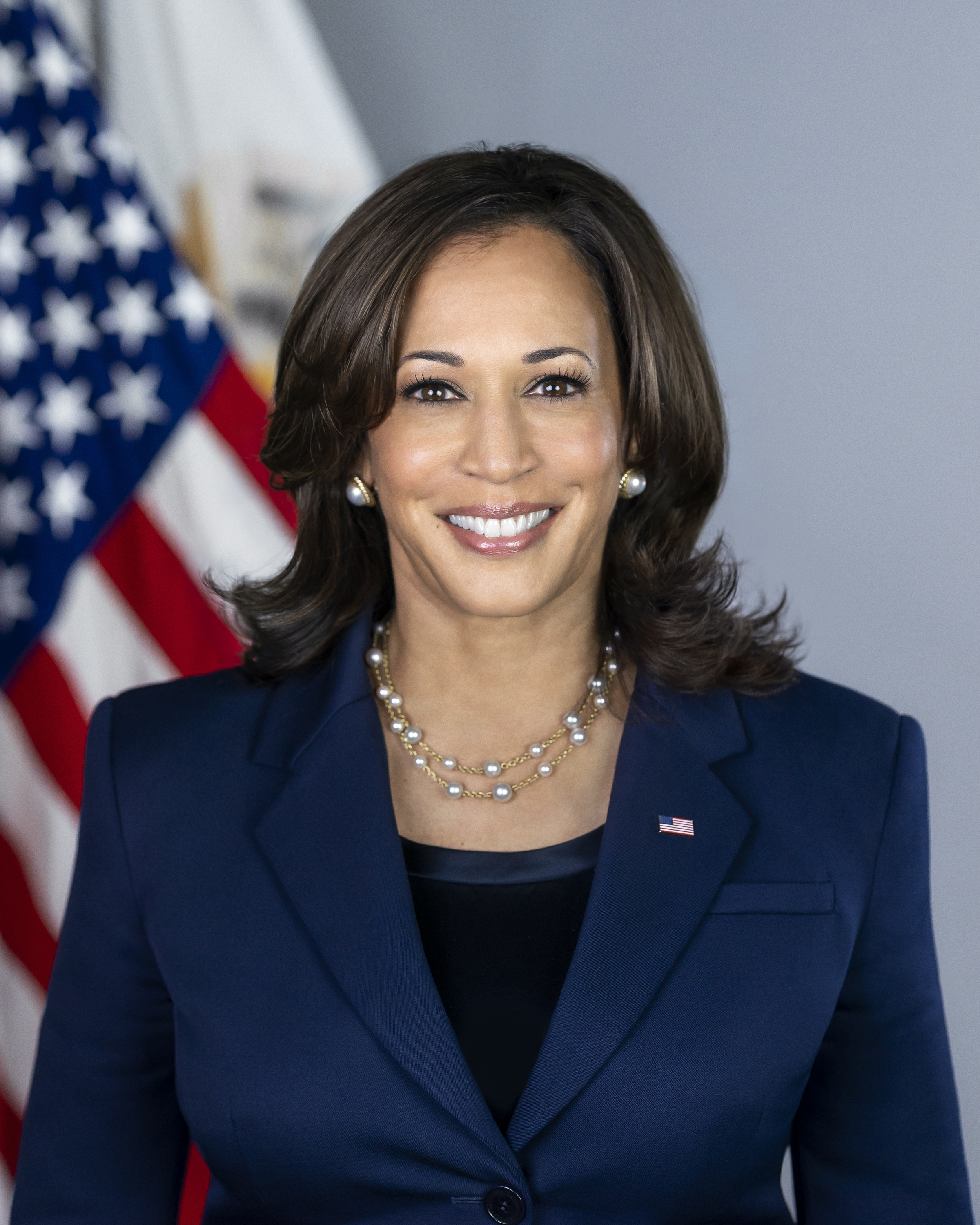
Kamala Harris, presidentkandidat (Demokraterna)
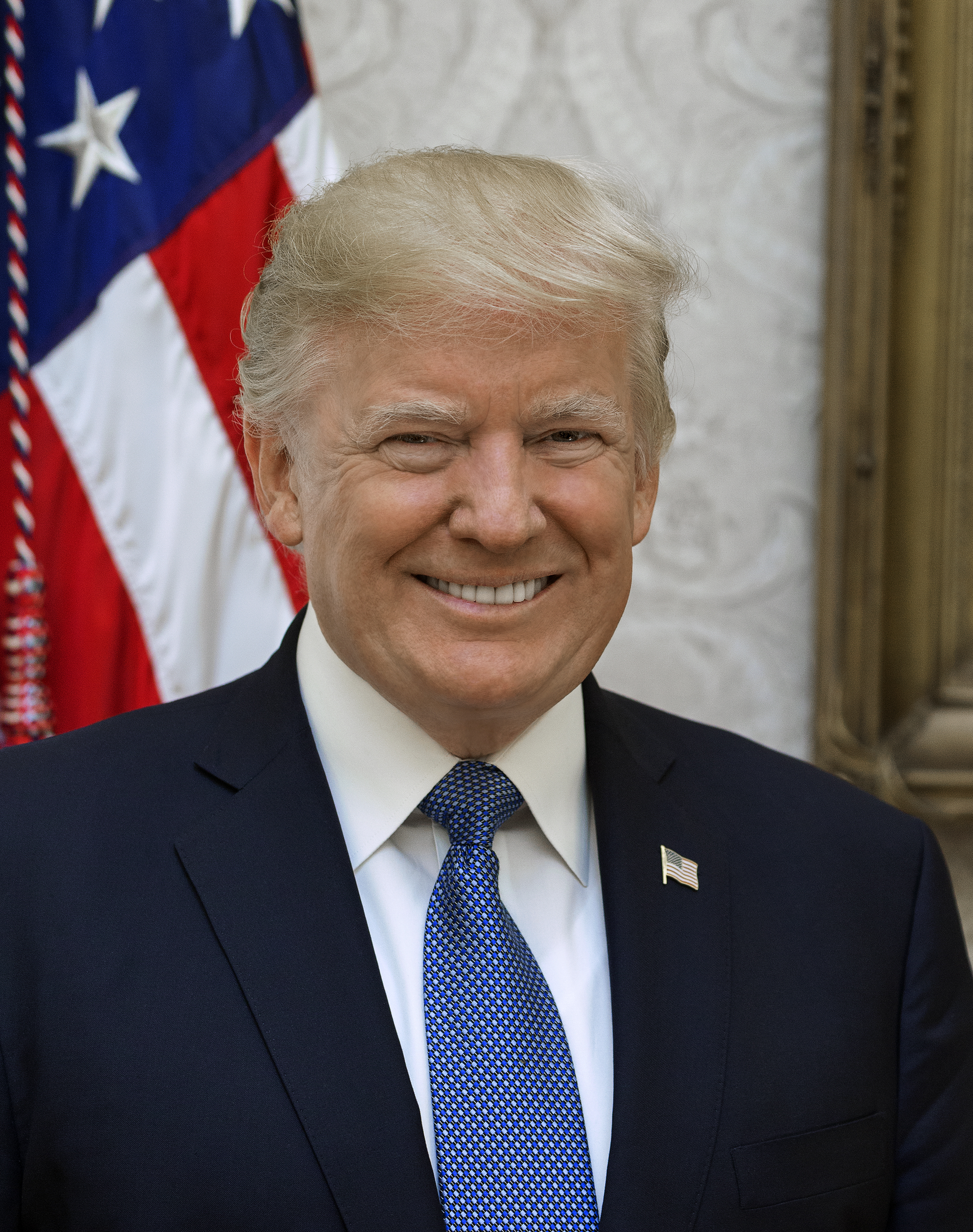
Donald Trump, presidentkandidat (Republikanerna)
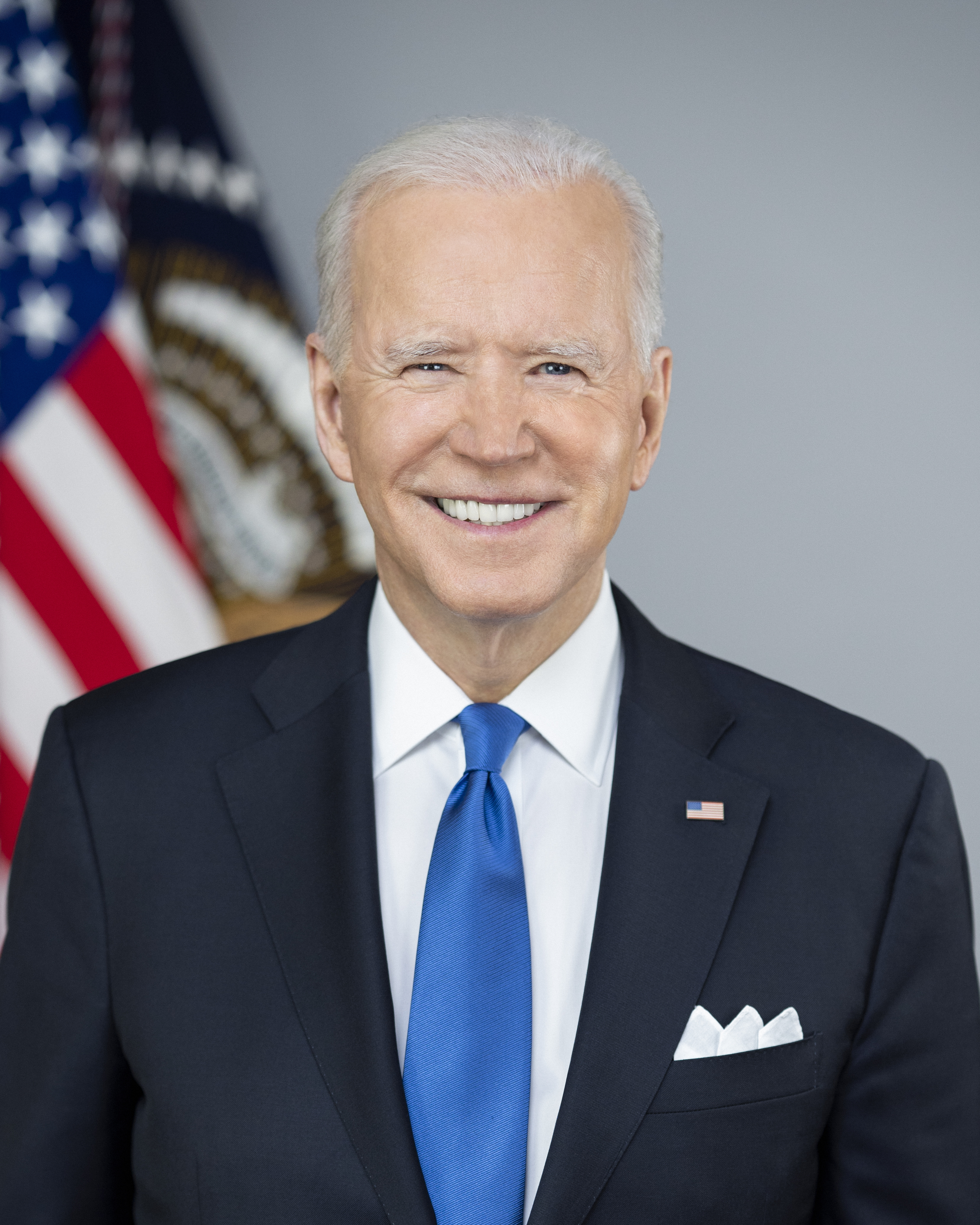
Joe Biden, innevarande president (Demokraterna)
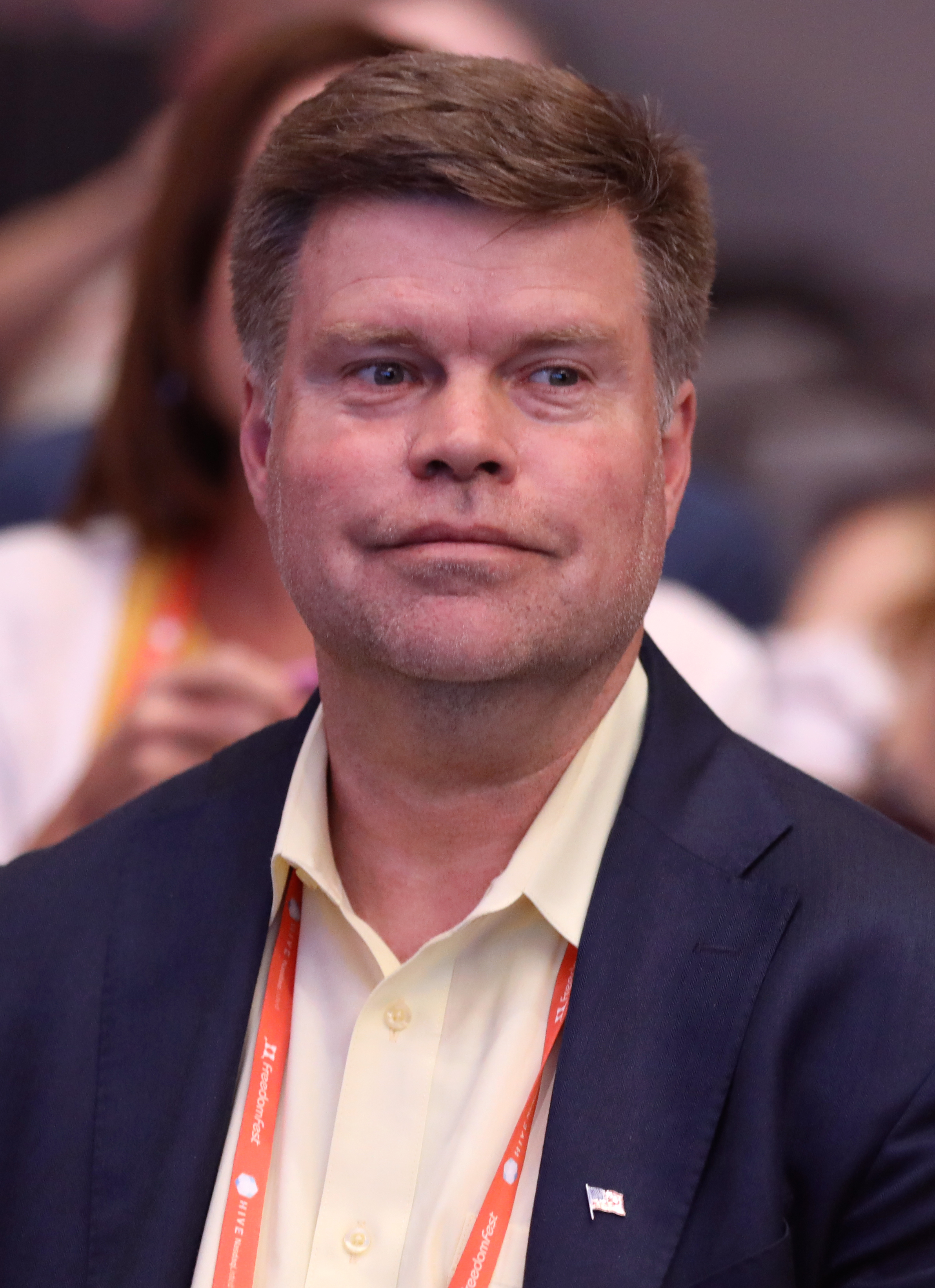
Jason Palmer (Demokraterna)
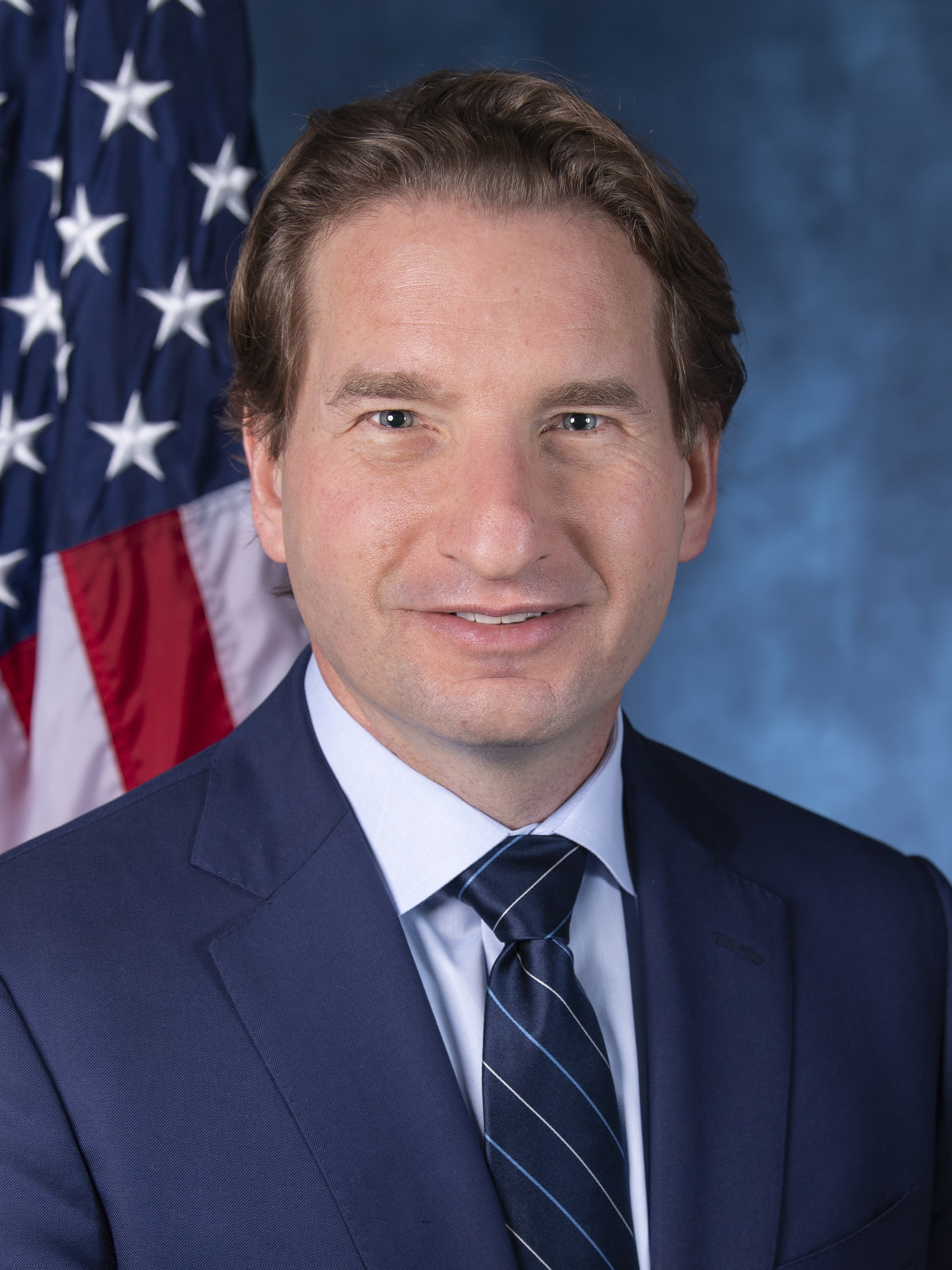
Dean Phillips (Demokraterna)
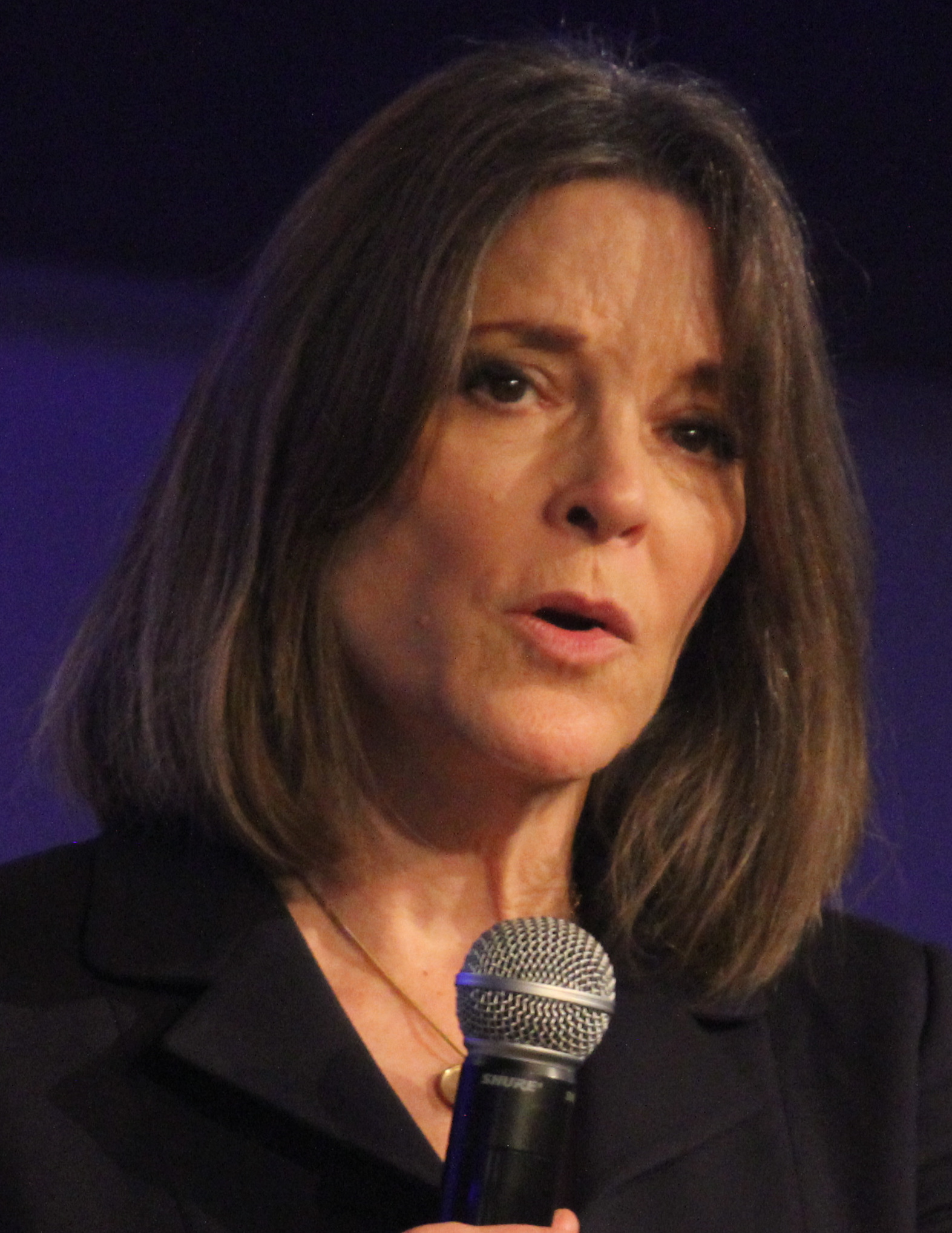
Marianne Williamson (Demokraterna)
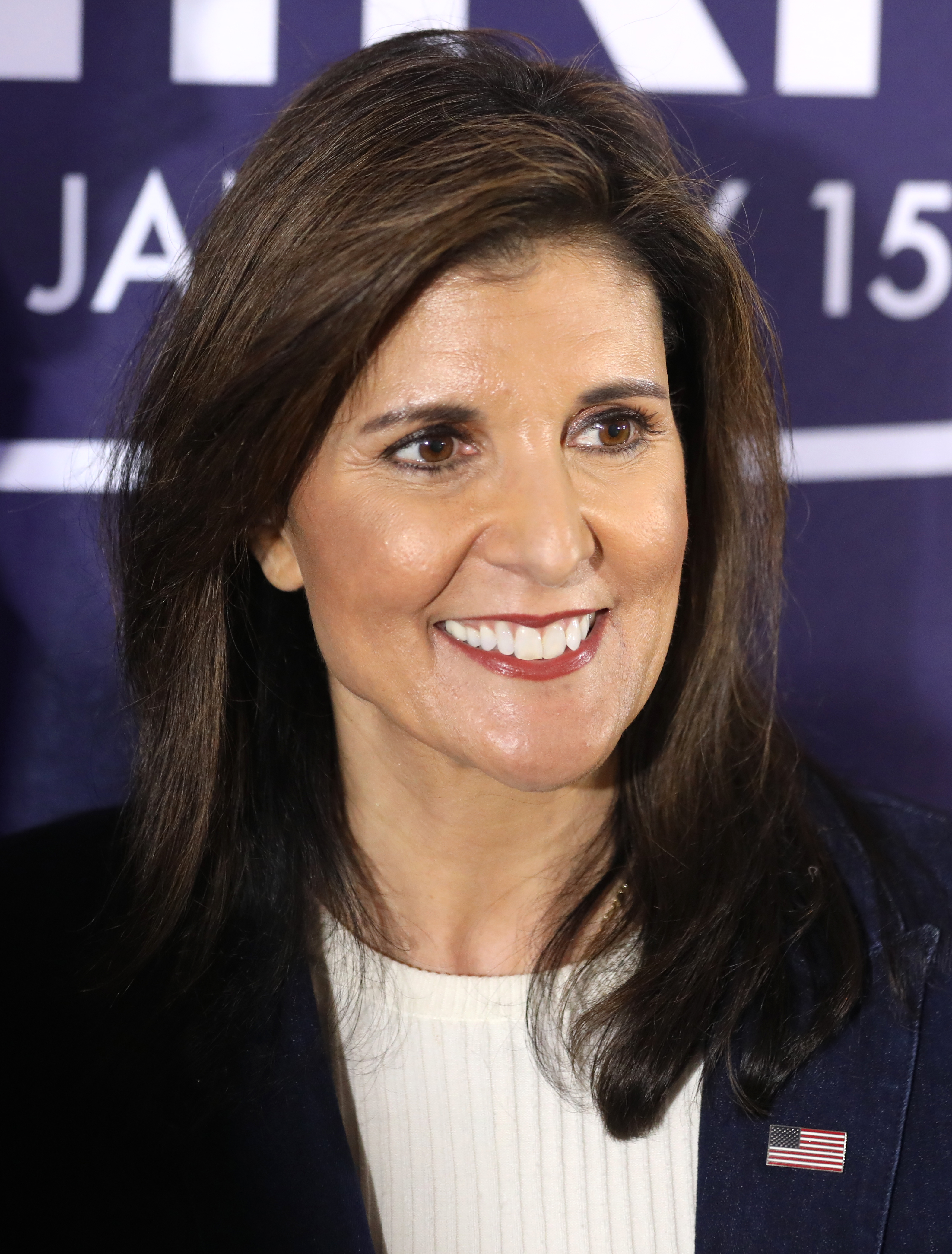
Nikki Haley (Republikanerna)
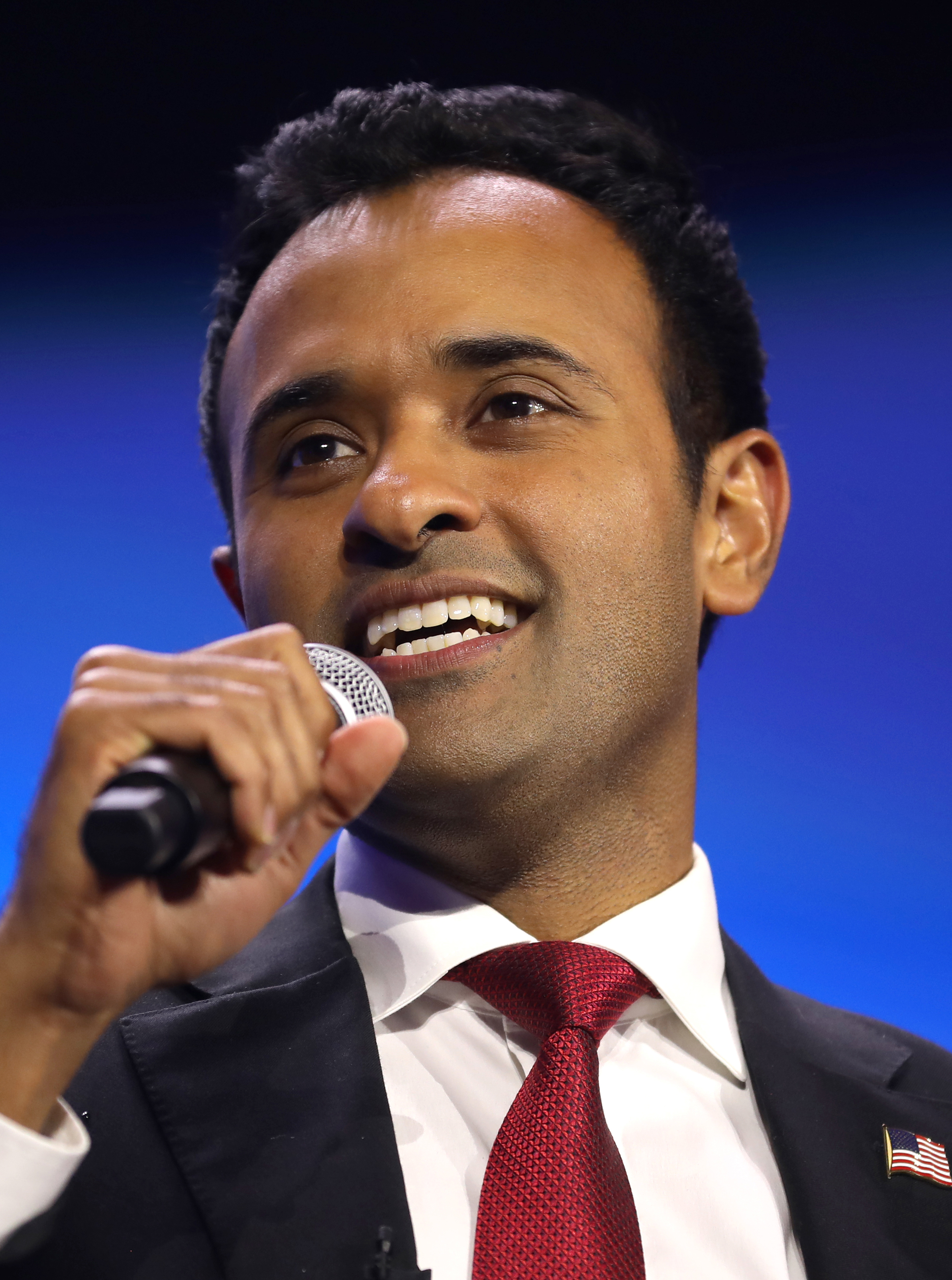
Vivek Ramaswamy (Republikanerna)
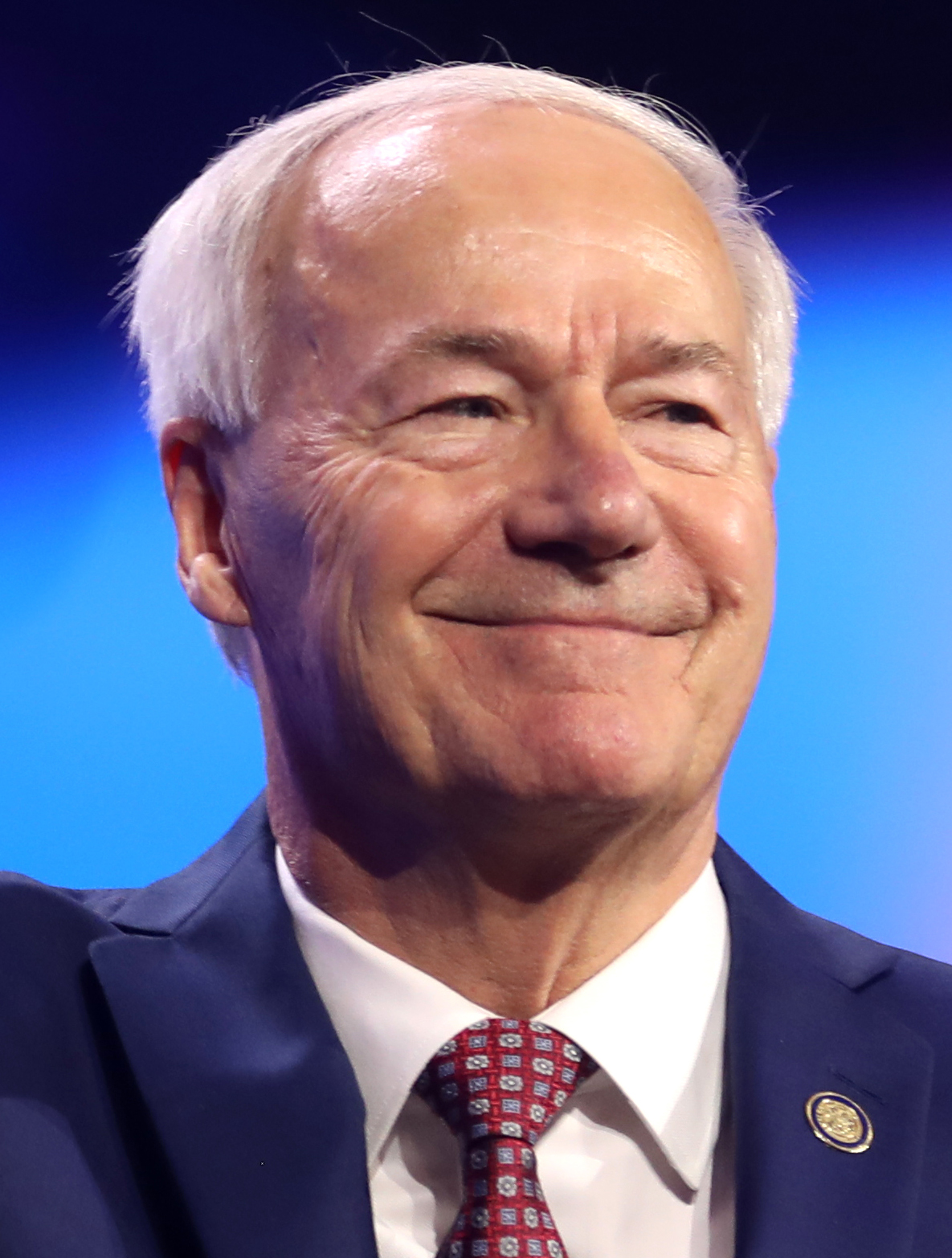
Asa Hutchinson (Republikanerna)
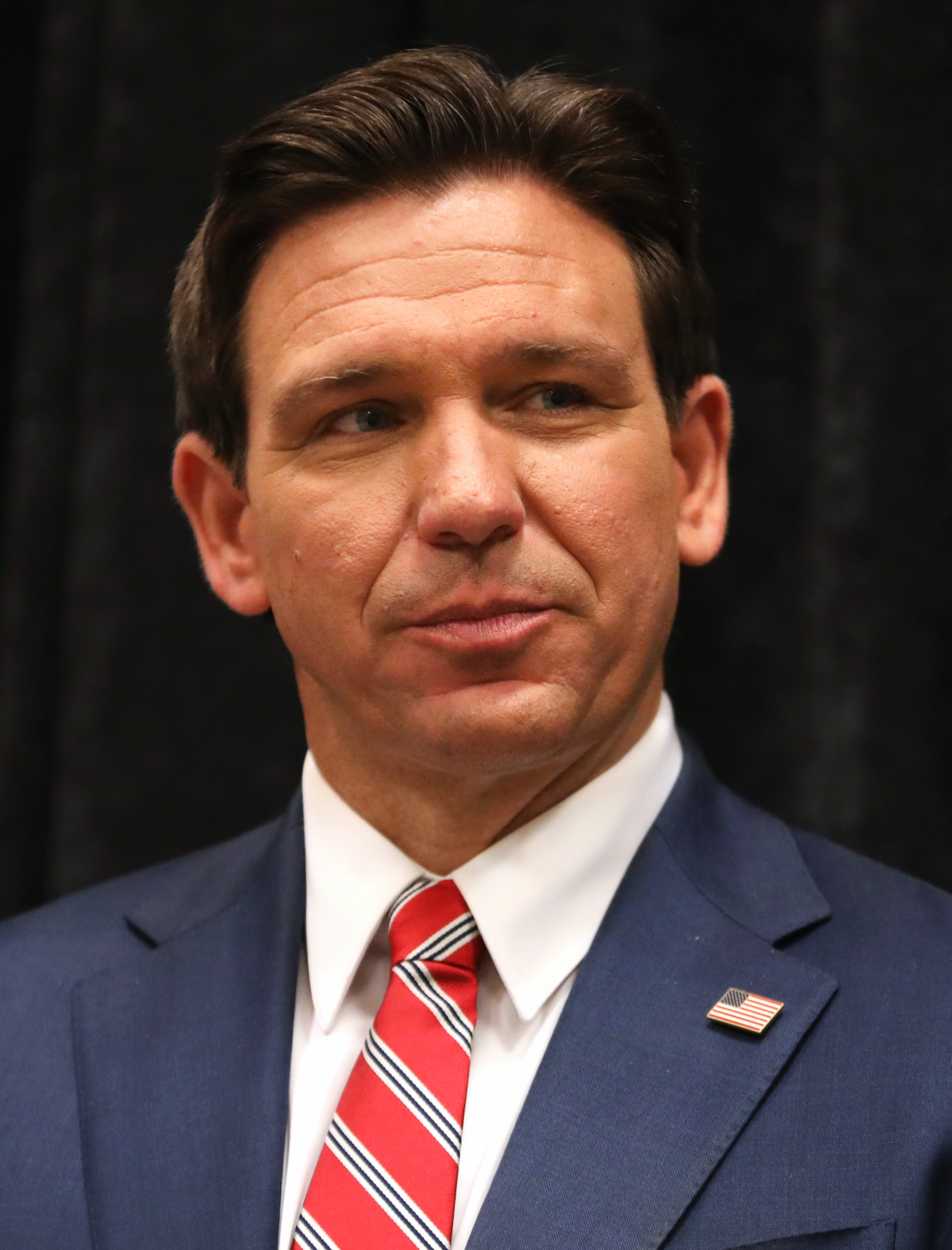
Ron DeSantis (Republikanerna)
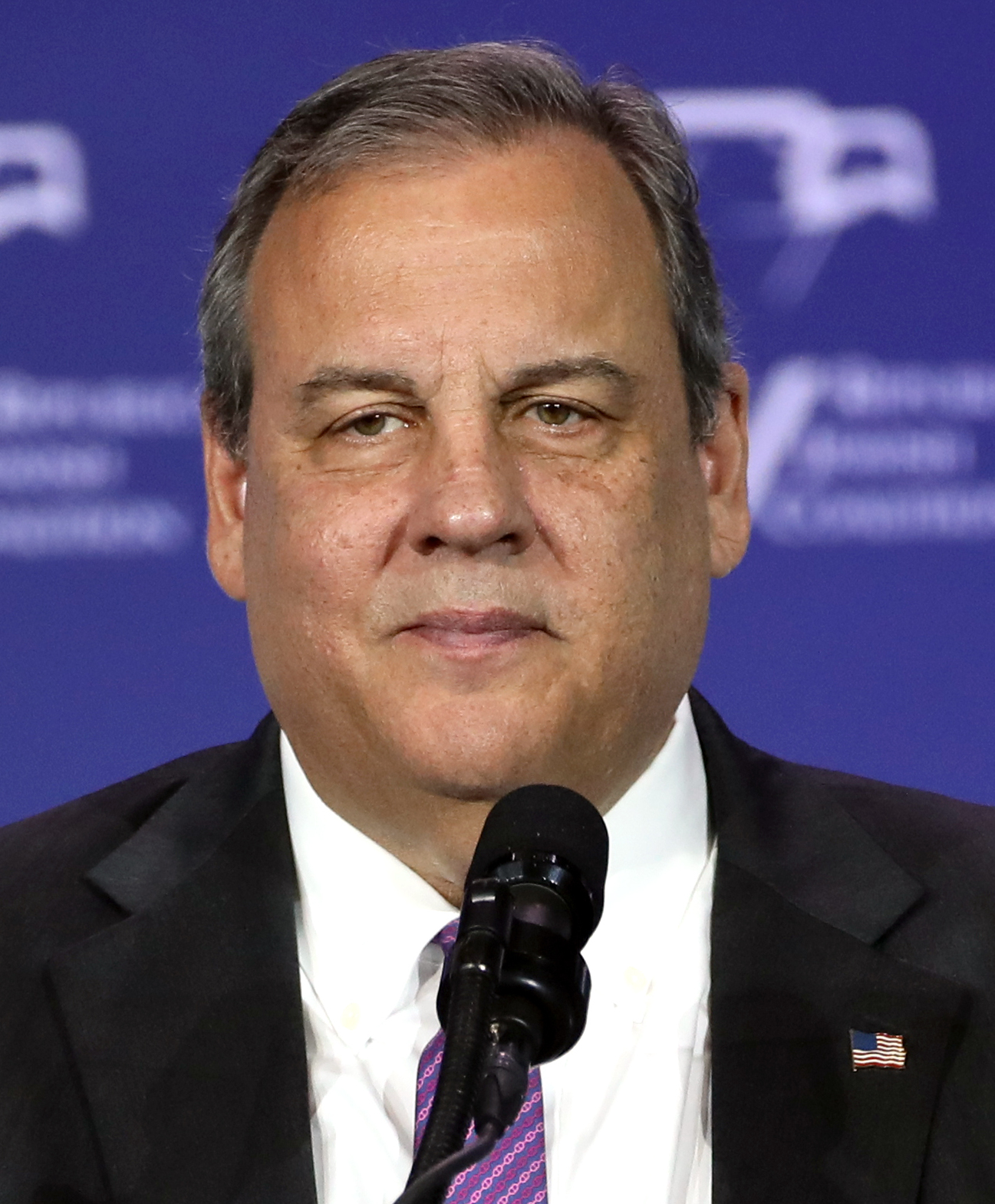
Chris Christie (Republikanerna)
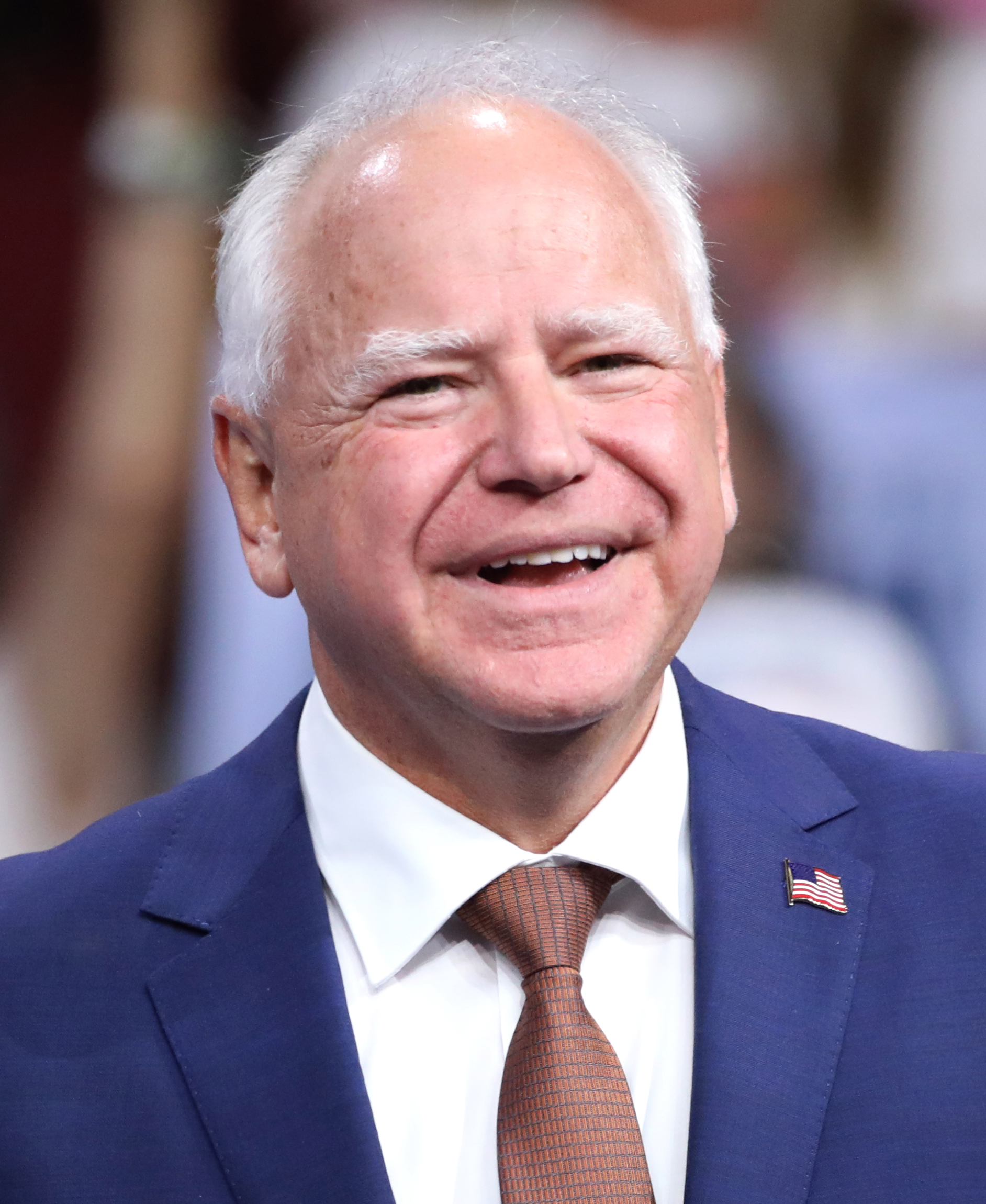
Tim Walz, vicepresidentkandidat (Demokraterna)
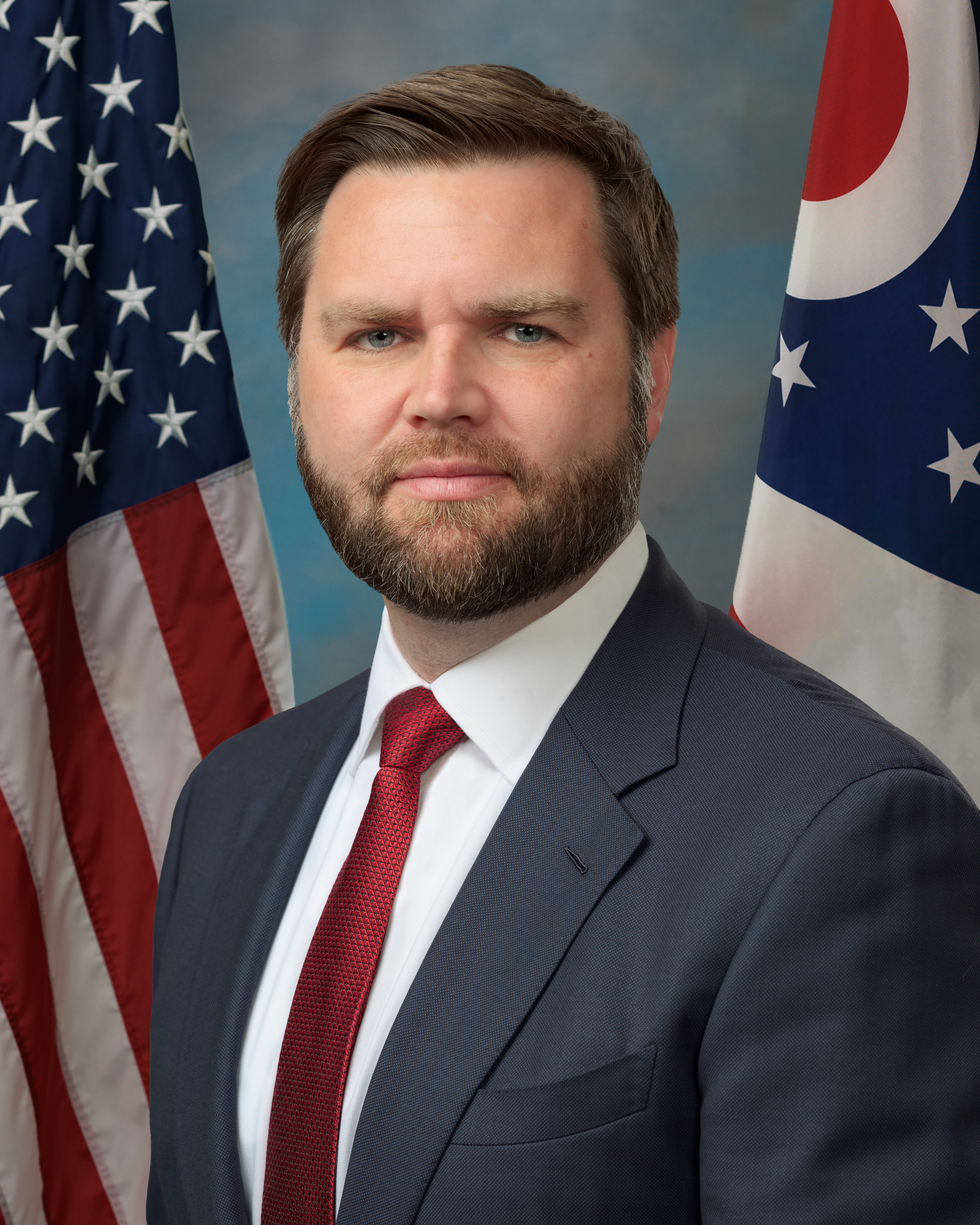
J.D Vance, vicepresidentkandidat (Republikanerna)
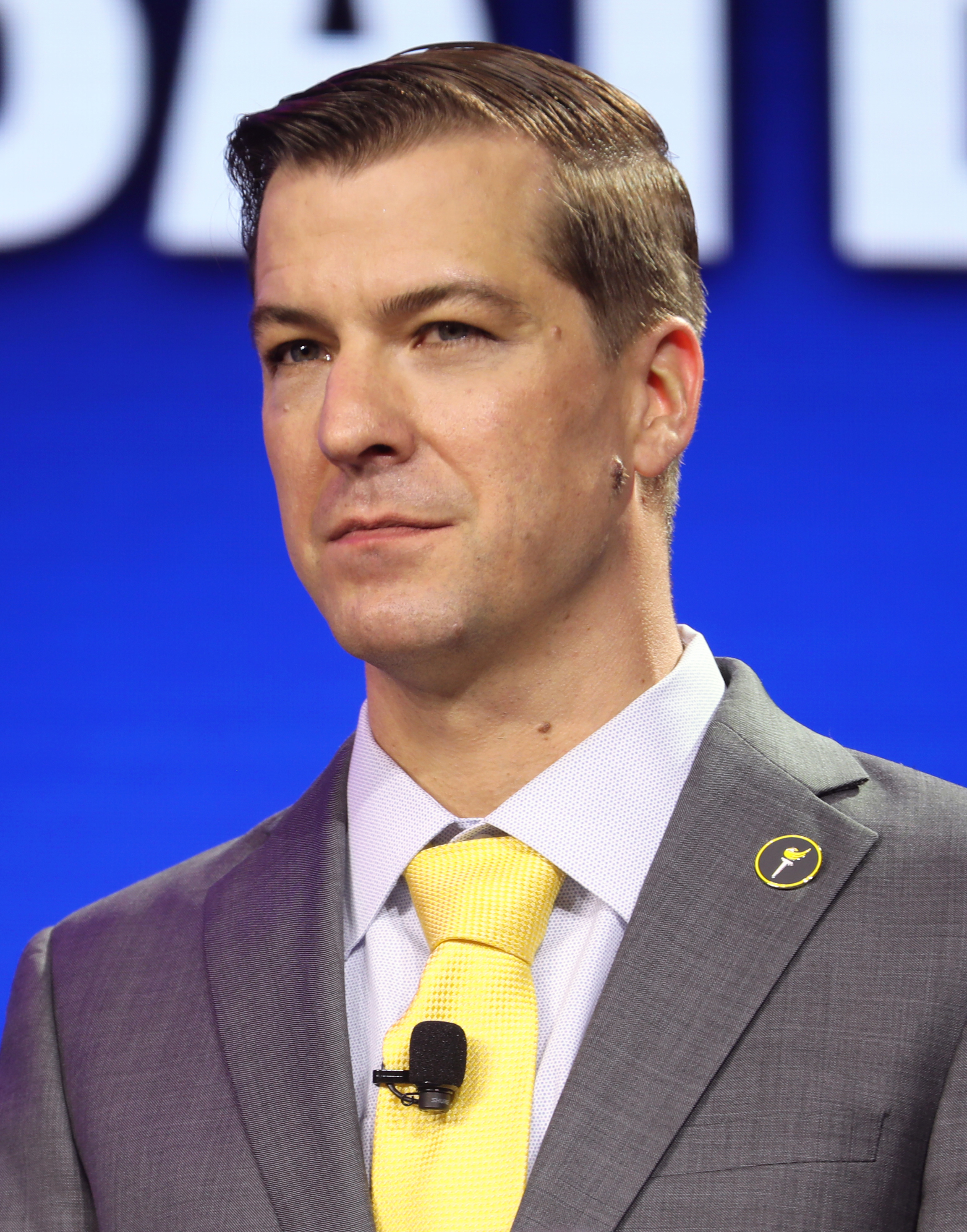
Chase Oliver, kandidat för (Libertarian Party)
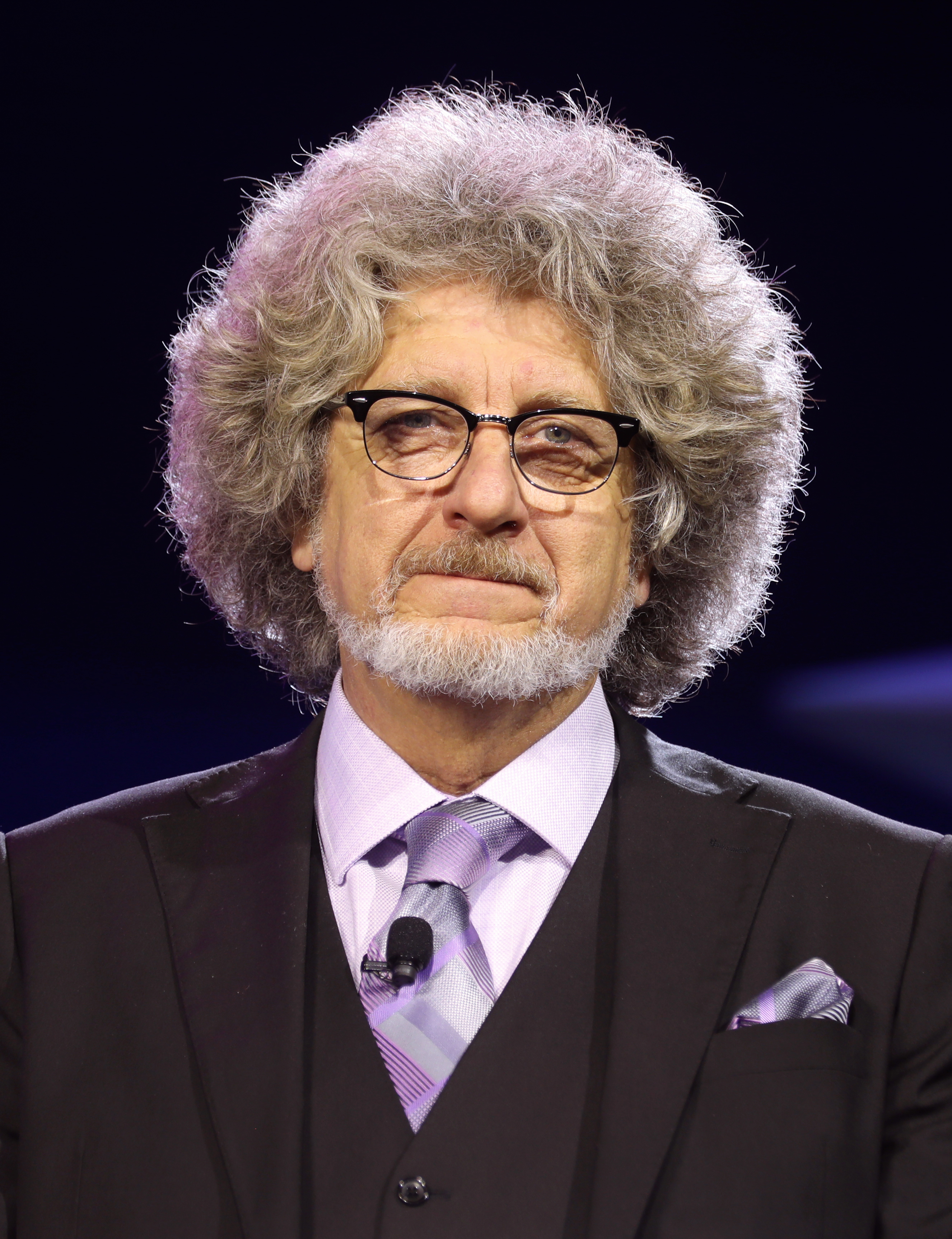
Randall Terry, kandidat för (Constitution Party)
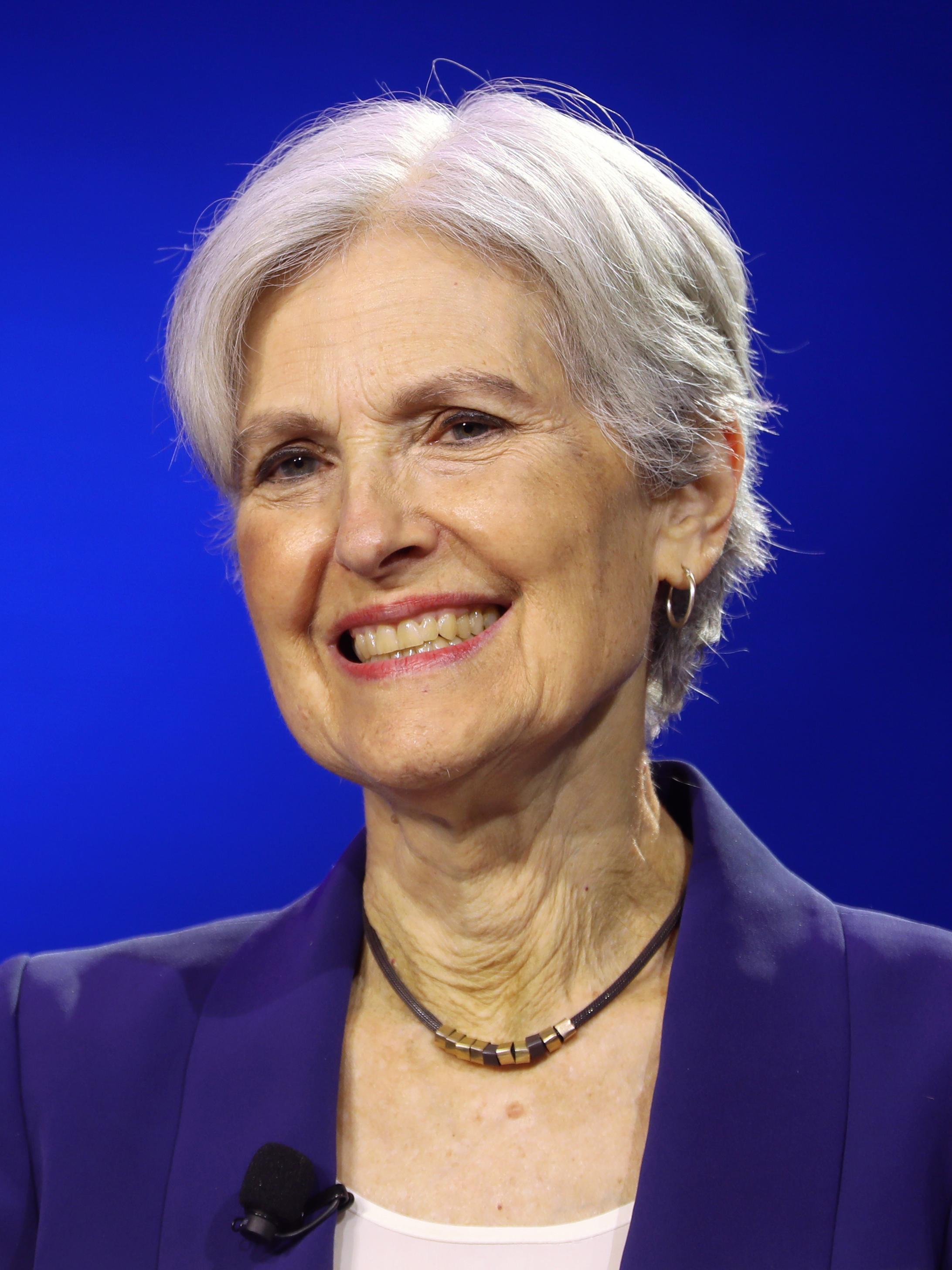
Jill Stein, kandidat för (Green Party)
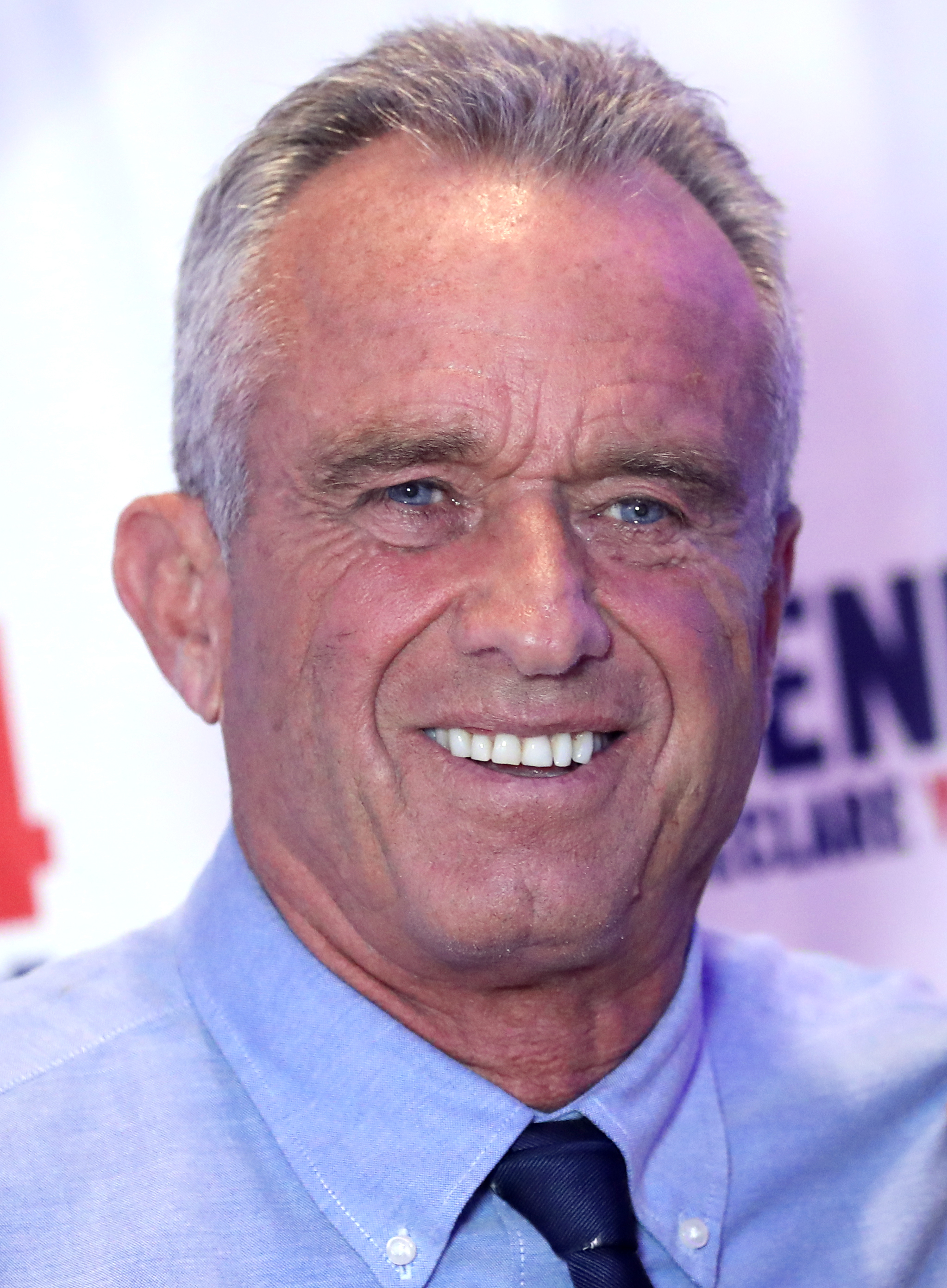
Robert F. Kennedy, Jr (oberoende)
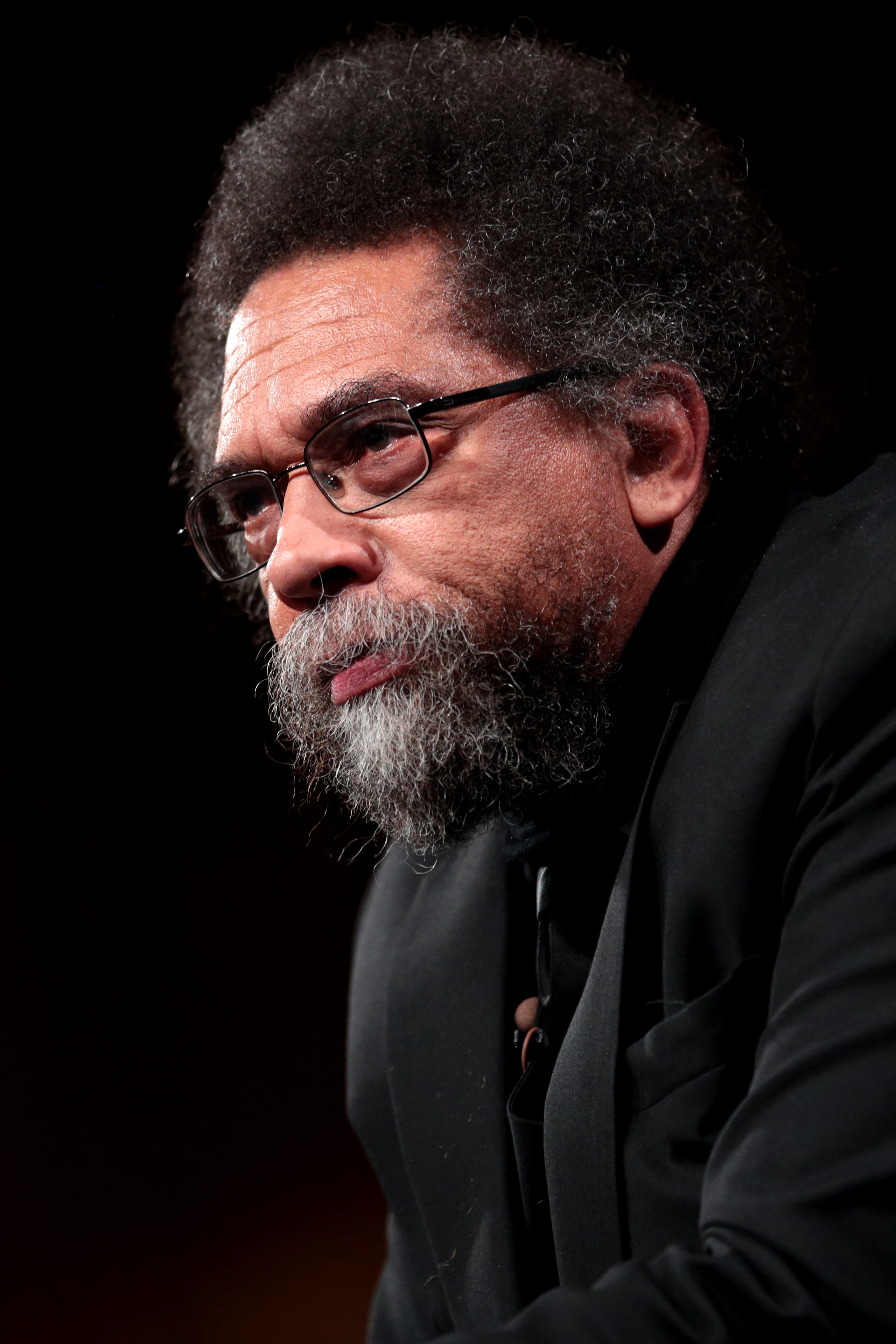
Cornel West (oberoende)